# IV Cumbre de la Comunidad de Estados Latinoamericanos y Caribeños y la Unión Europea
La IV Cumbre de la Comunidad de Estados Latinoamericanos y Caribeños y la Unión Europea, también conocida como la IV Cumbre Celac-UE, se realizará en Colombia el 9 al 10 de noviembre de 2025. Se espera la asistencia de 60 jefes de Estado y de Gobierno pertenecientes a naciones miembros de la Unión Europea y de la Comunidad de Estados Latinoamericanos y Caribeños.
La sede de la IV cumbre fue definida durante la realización de la  III Cumbre CELAC-UE de 2023.

## Países participantes

### Unión Europea

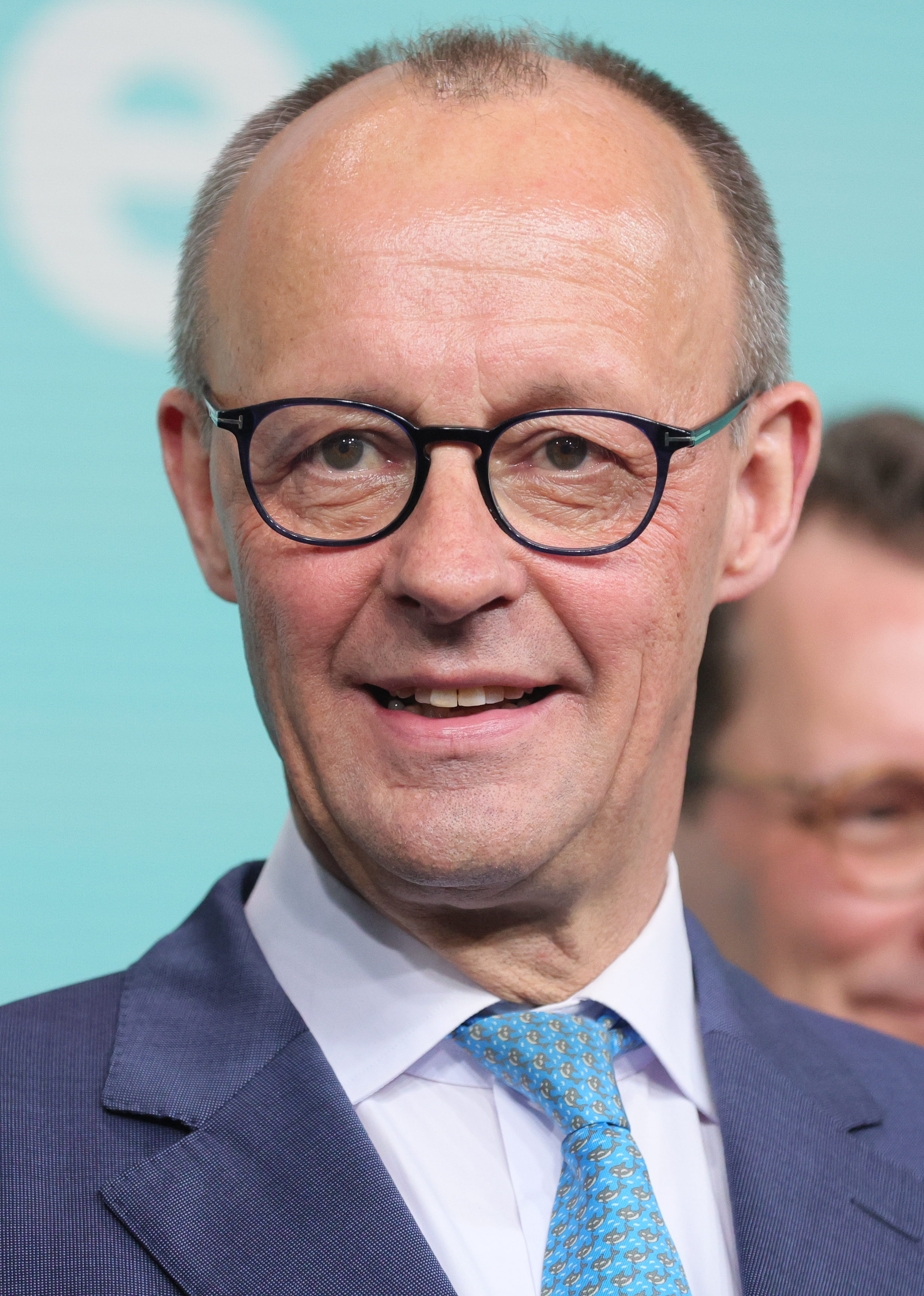
Alemania Friedrich Merz, canciller
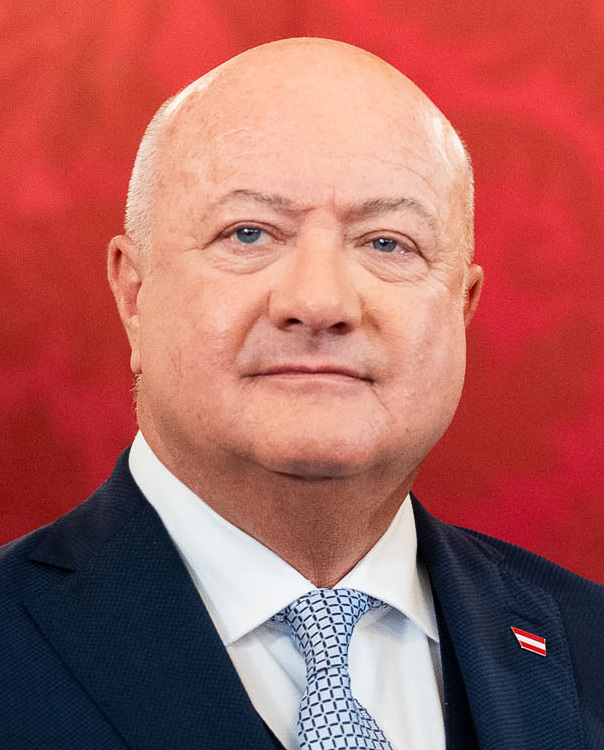
Austria Christian Stocker, canciller
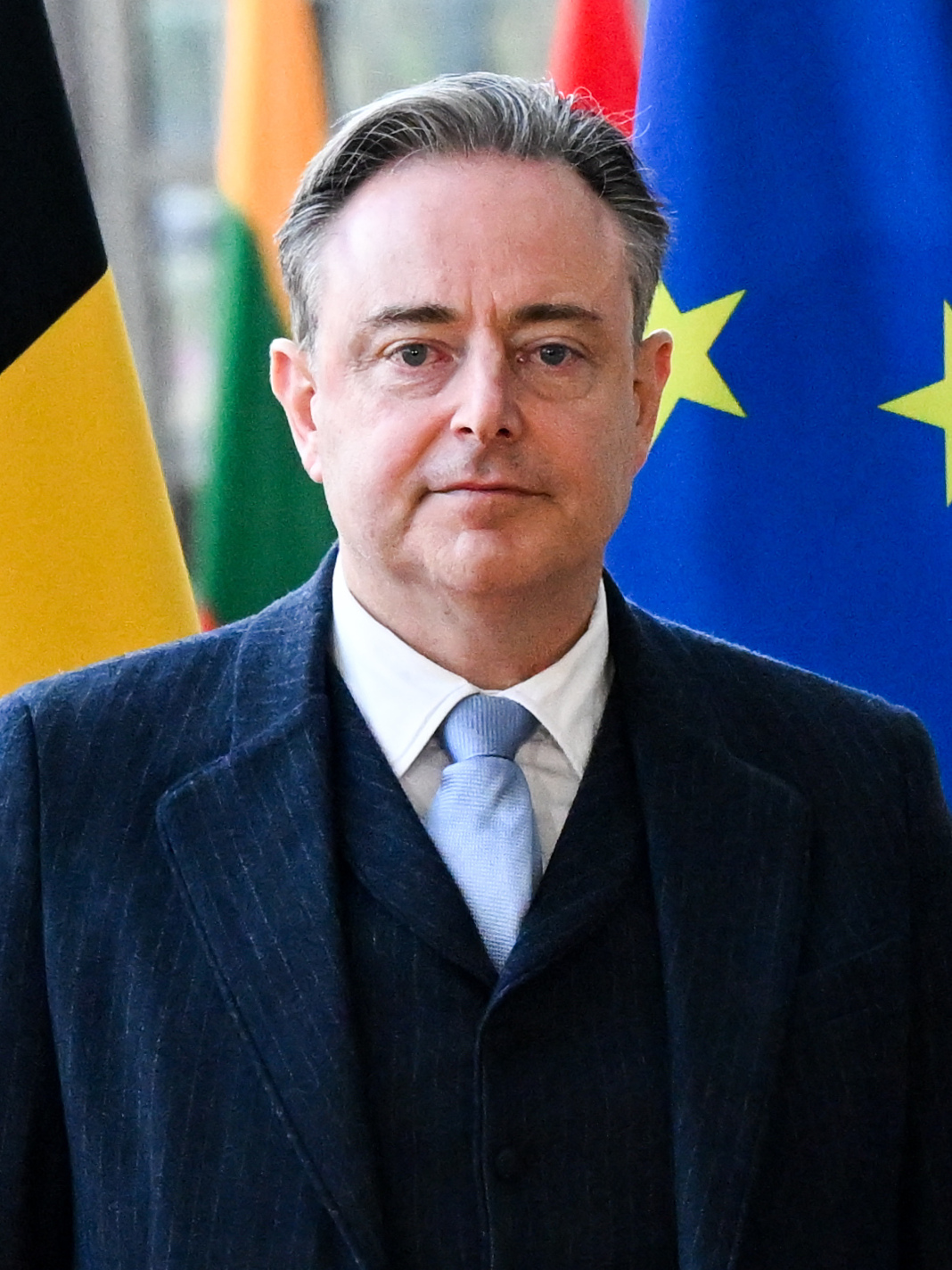
Bélgica Bart De Wever, primer ministro
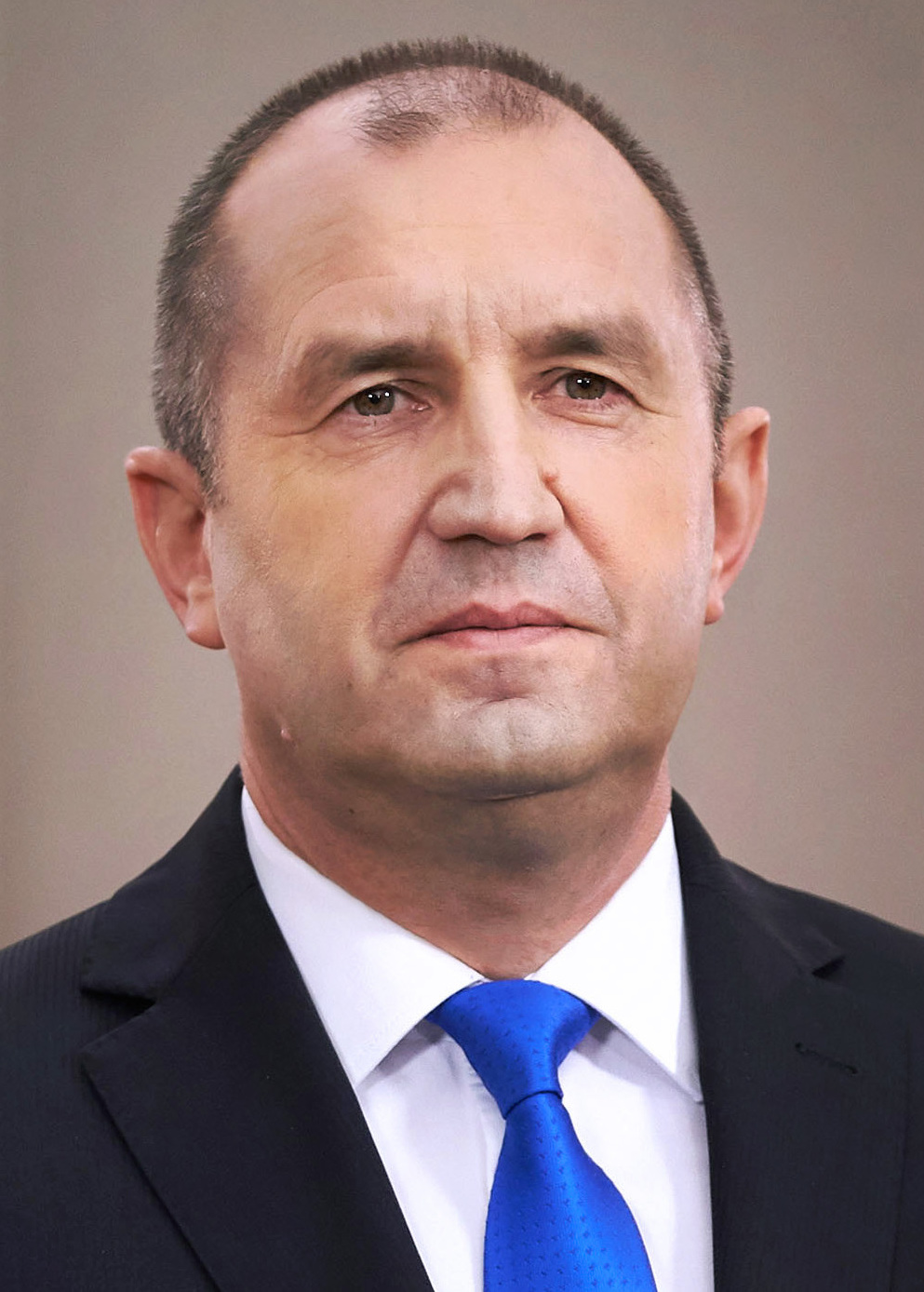
Bulgaria Rumen Radev, presidente
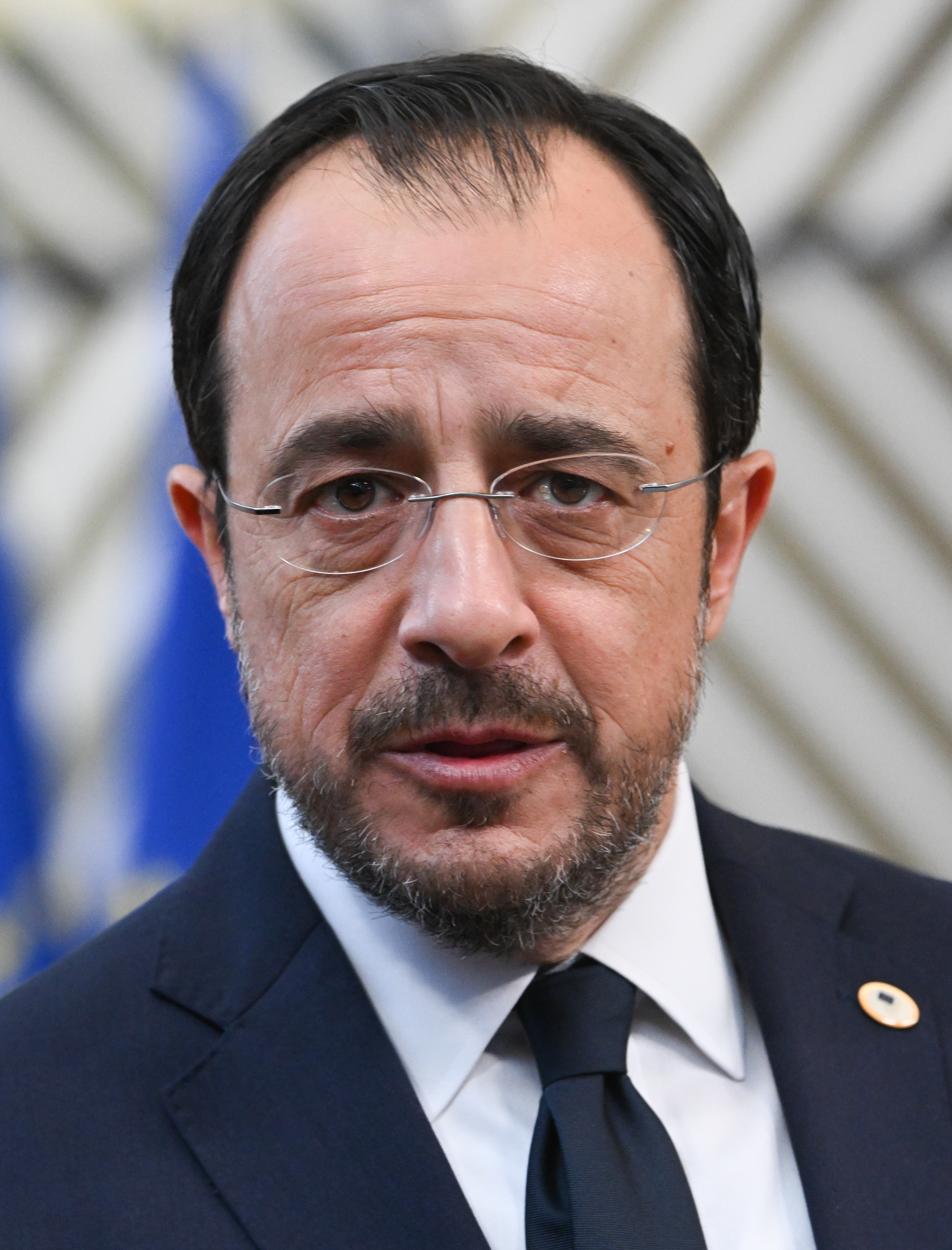
Chipre Níkos Christodoulídis, presidente
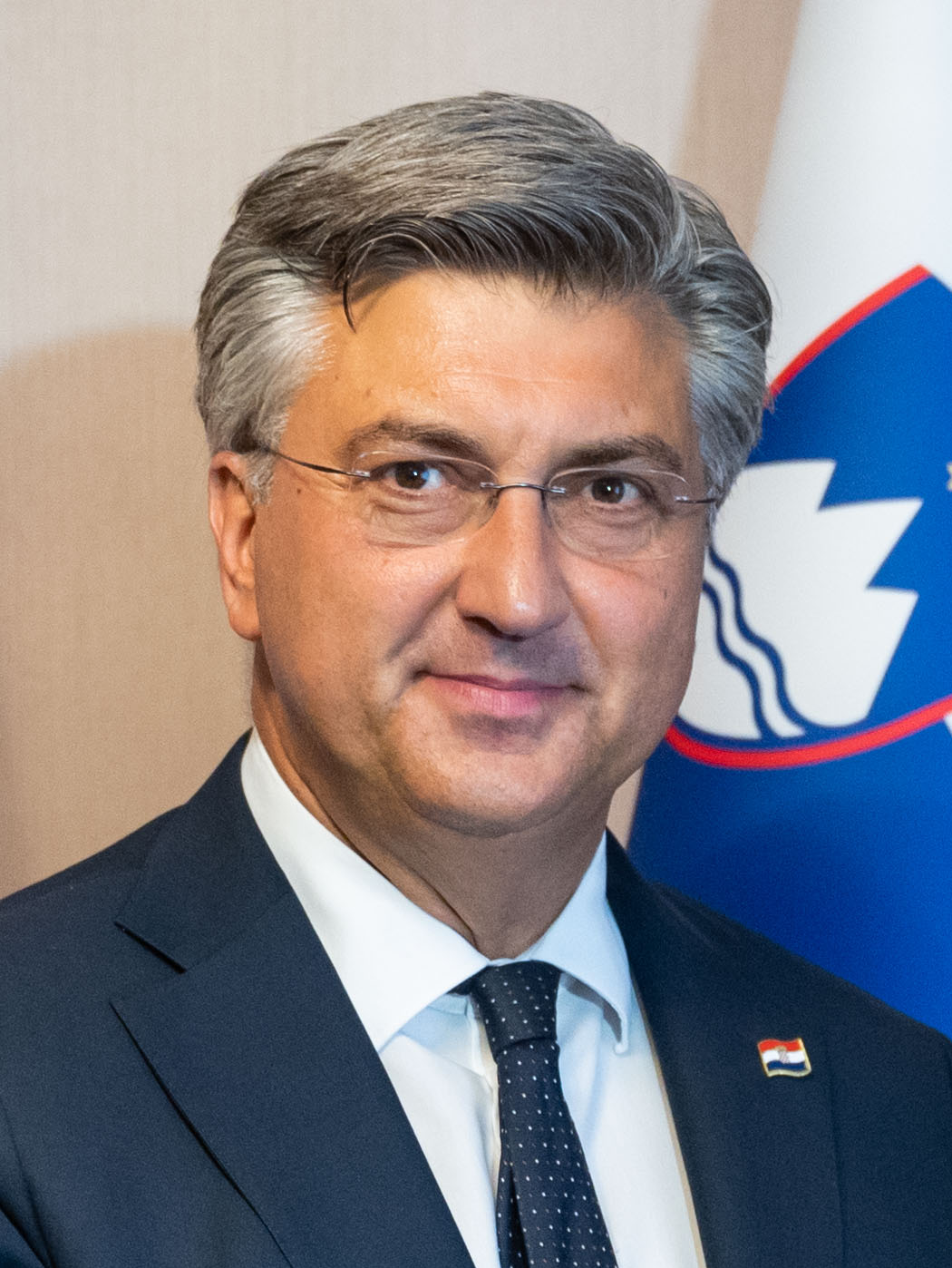
Croacia Andrej Plenković, primer ministro
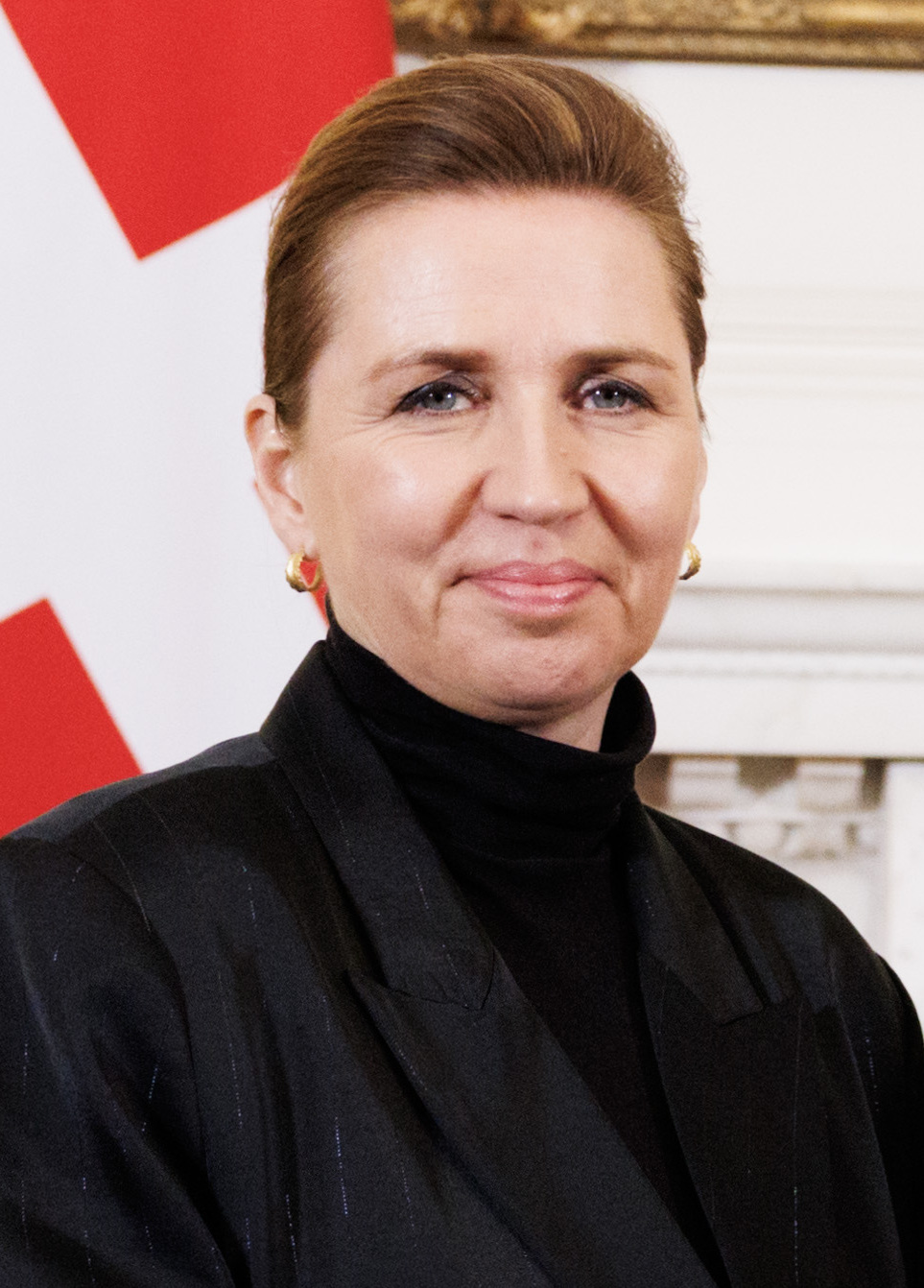
Dinamarca Mette Frederiksen, primera ministra
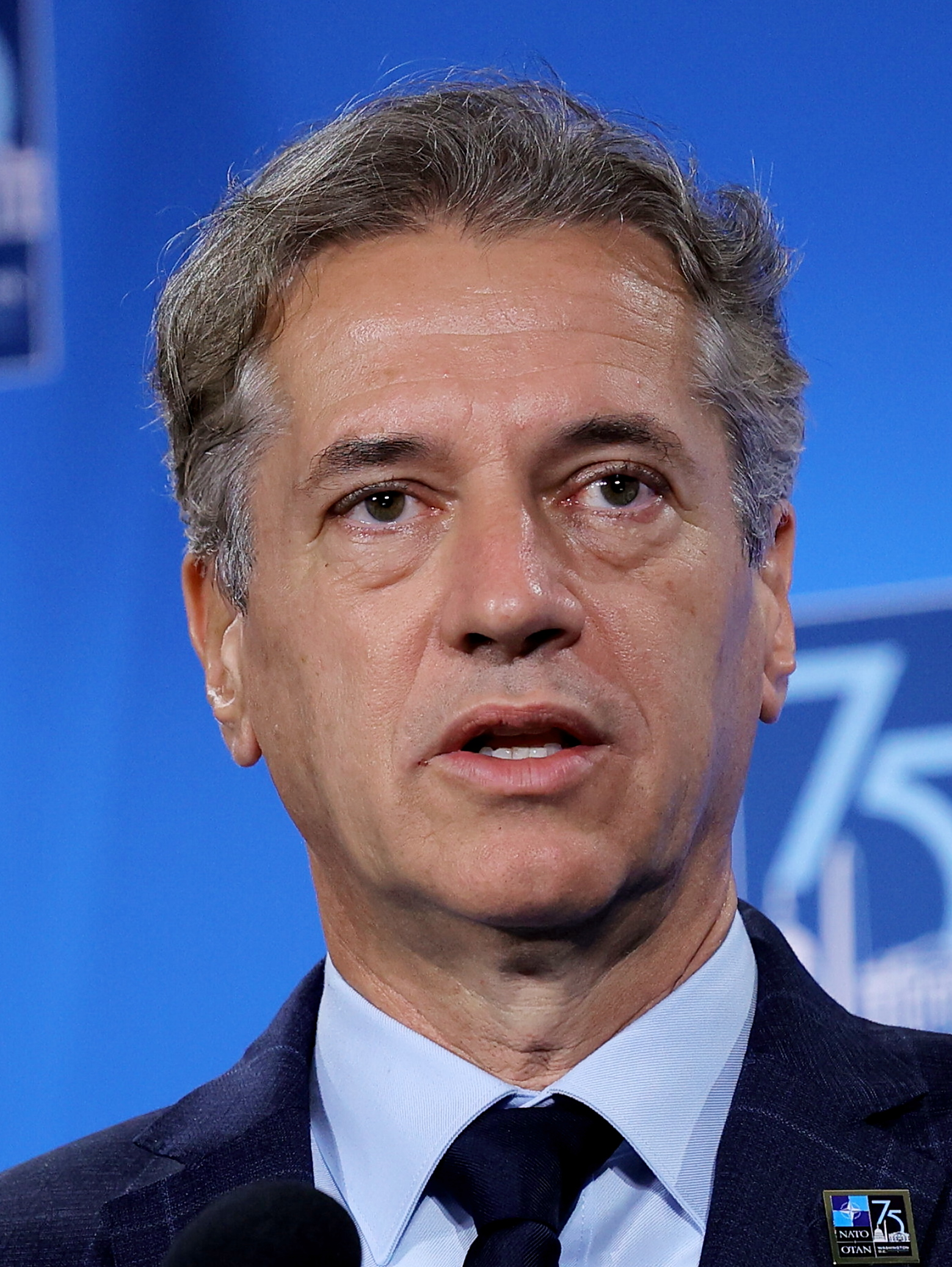
Eslovaquia Robert Golob, primer ministro
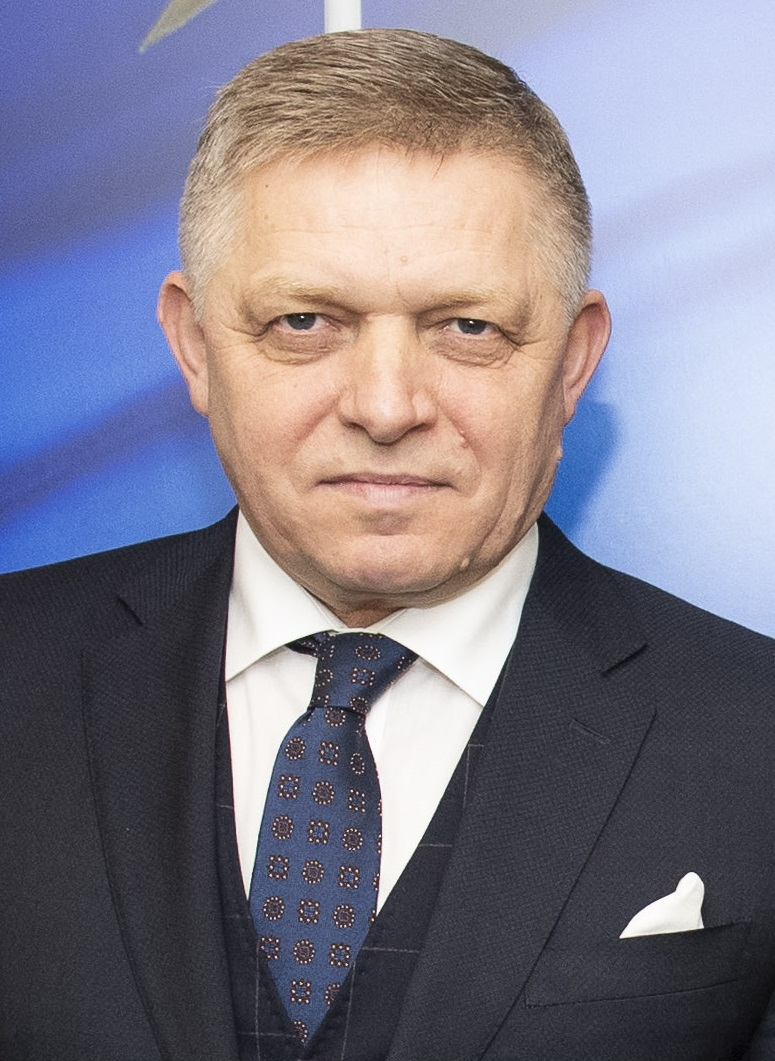
Eslovenia Robert Fico, primer ministro
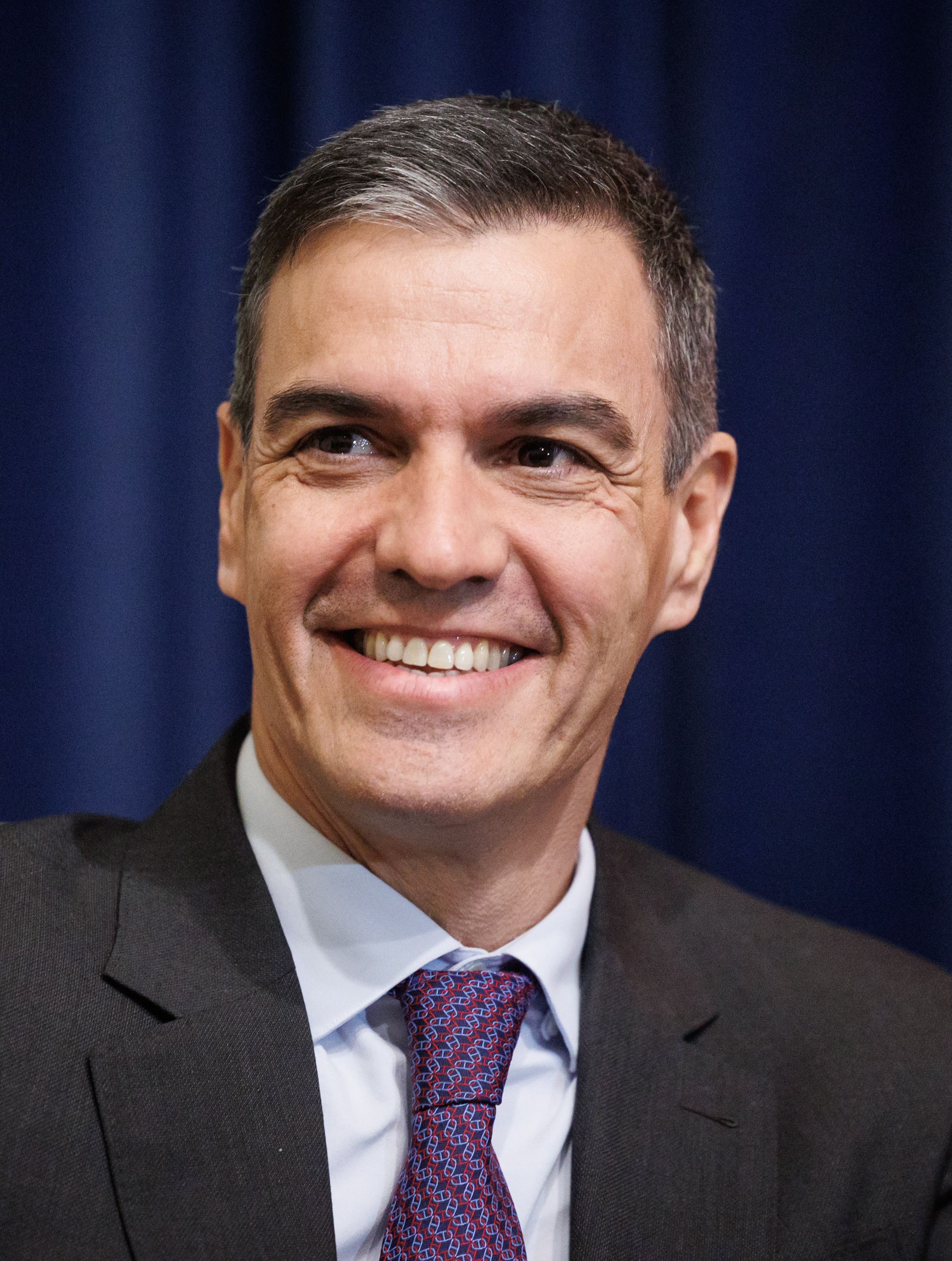
España Pedro Sánchez, presidente del gobierno
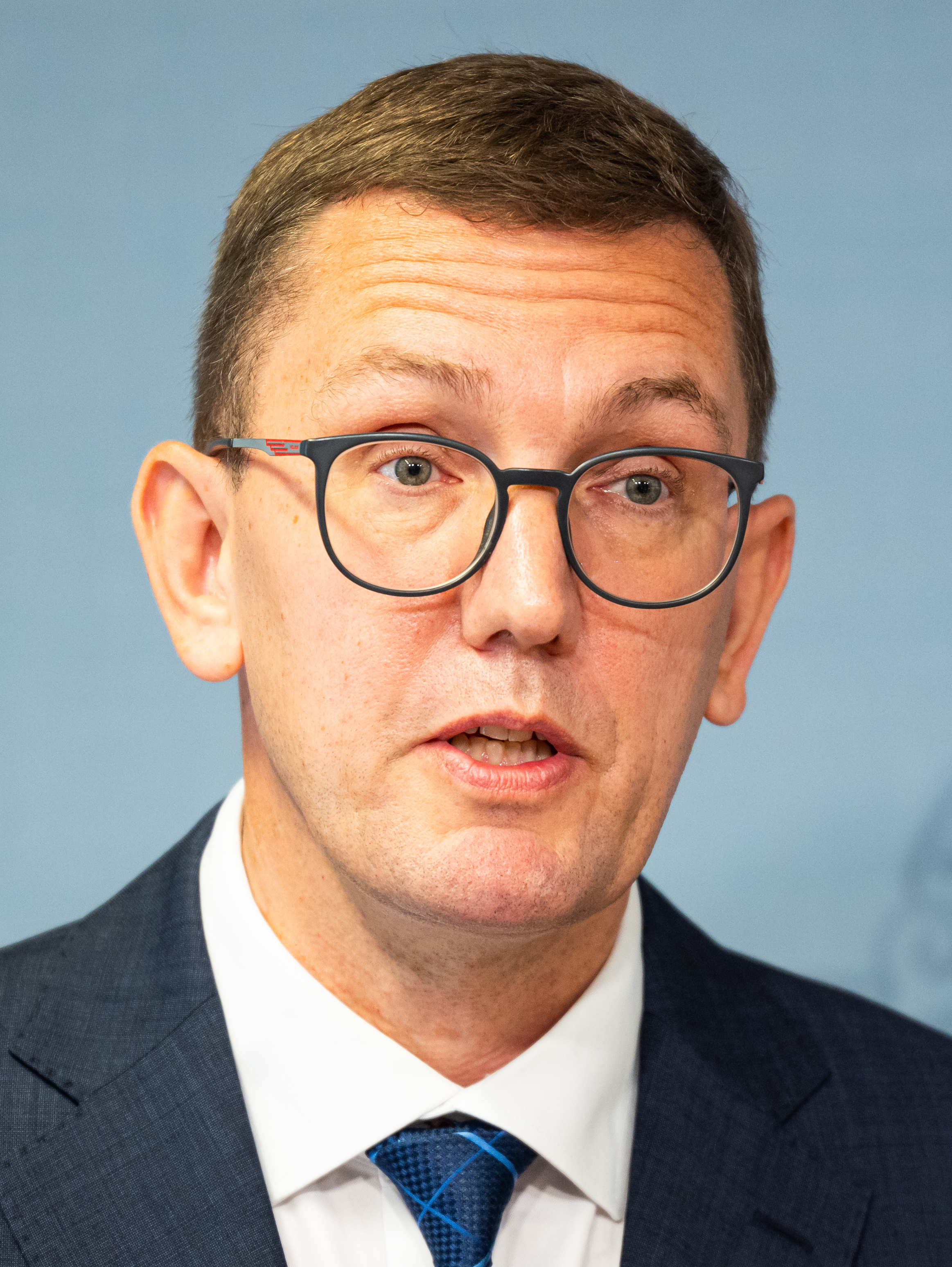
Estonia Kristen Michal, primer ministro
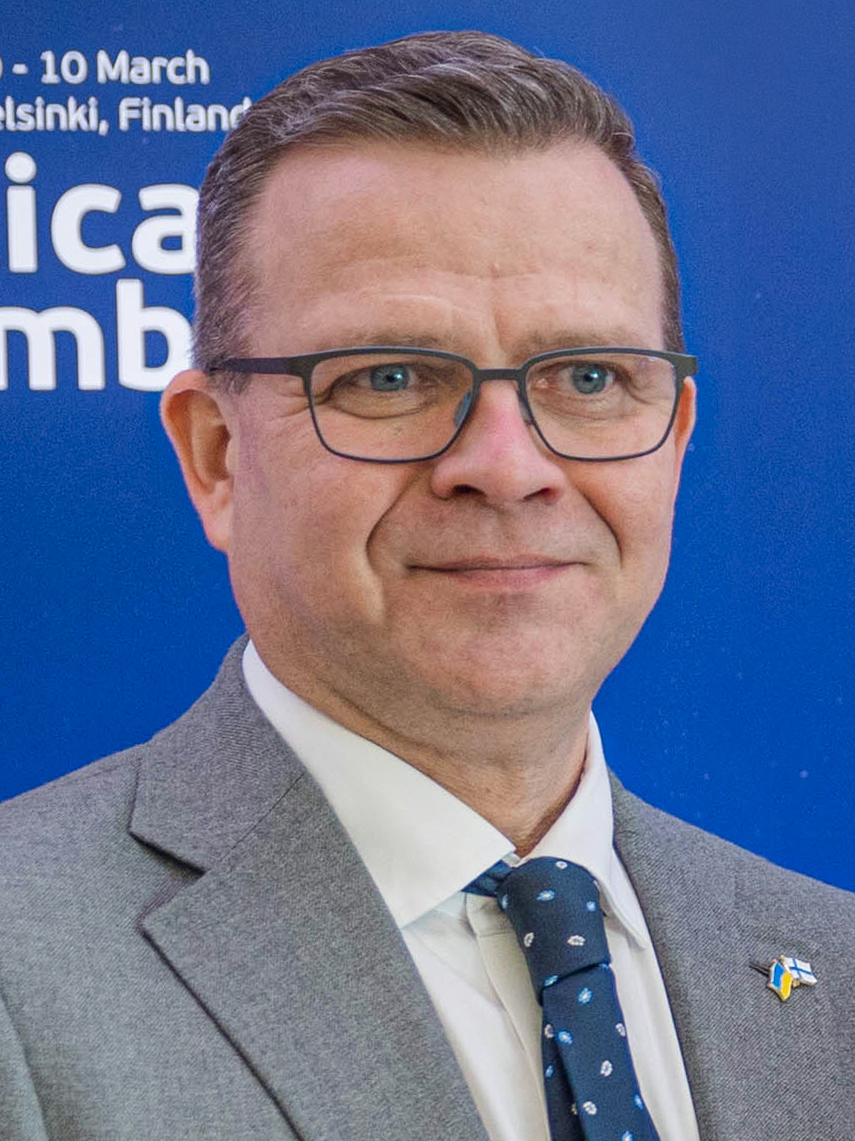
Finlandia Petteri Orpo, primer ministro
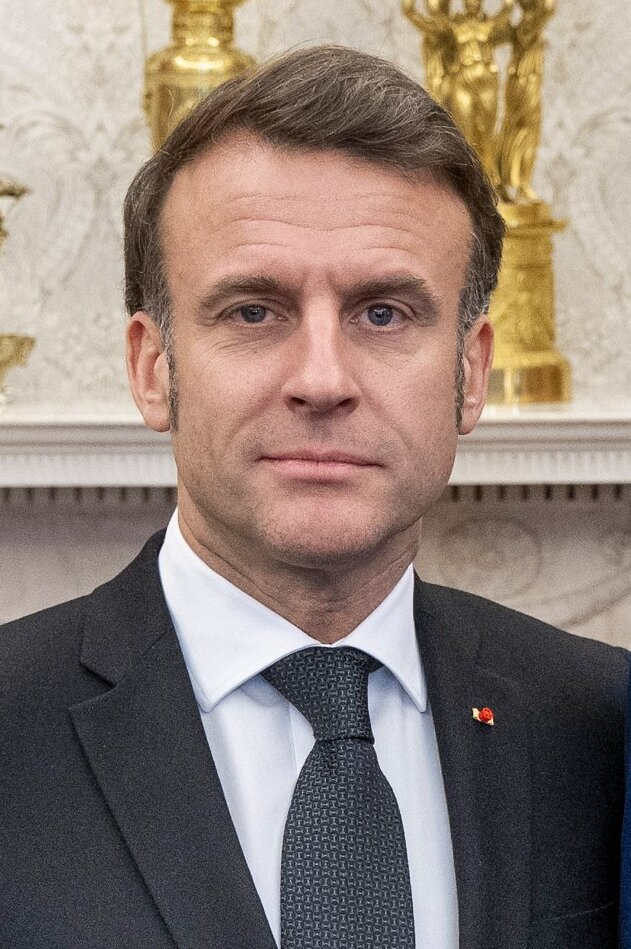
Francia Emmanuel Macron, presidente
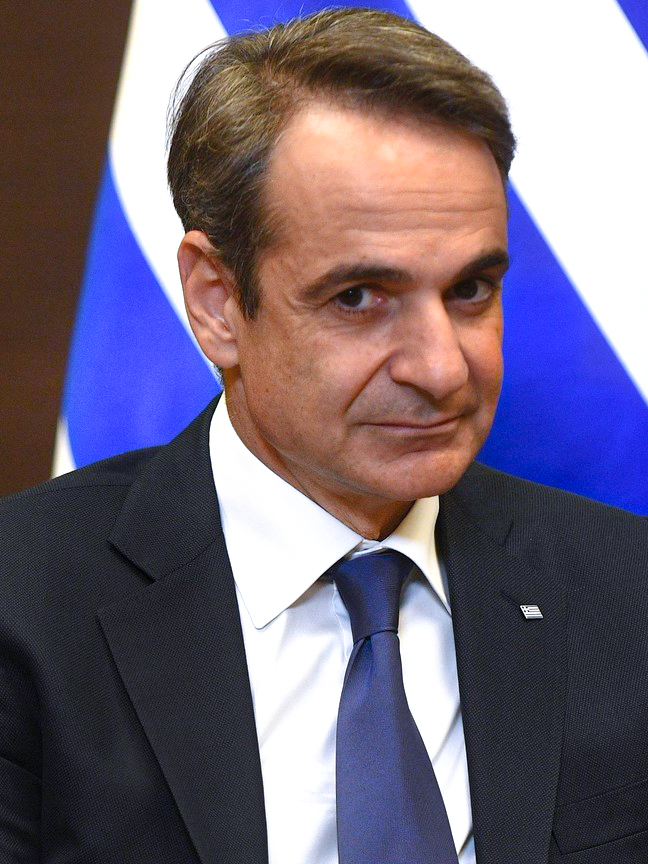
Grecia Kyriakos Mitsotakis, primer ministro
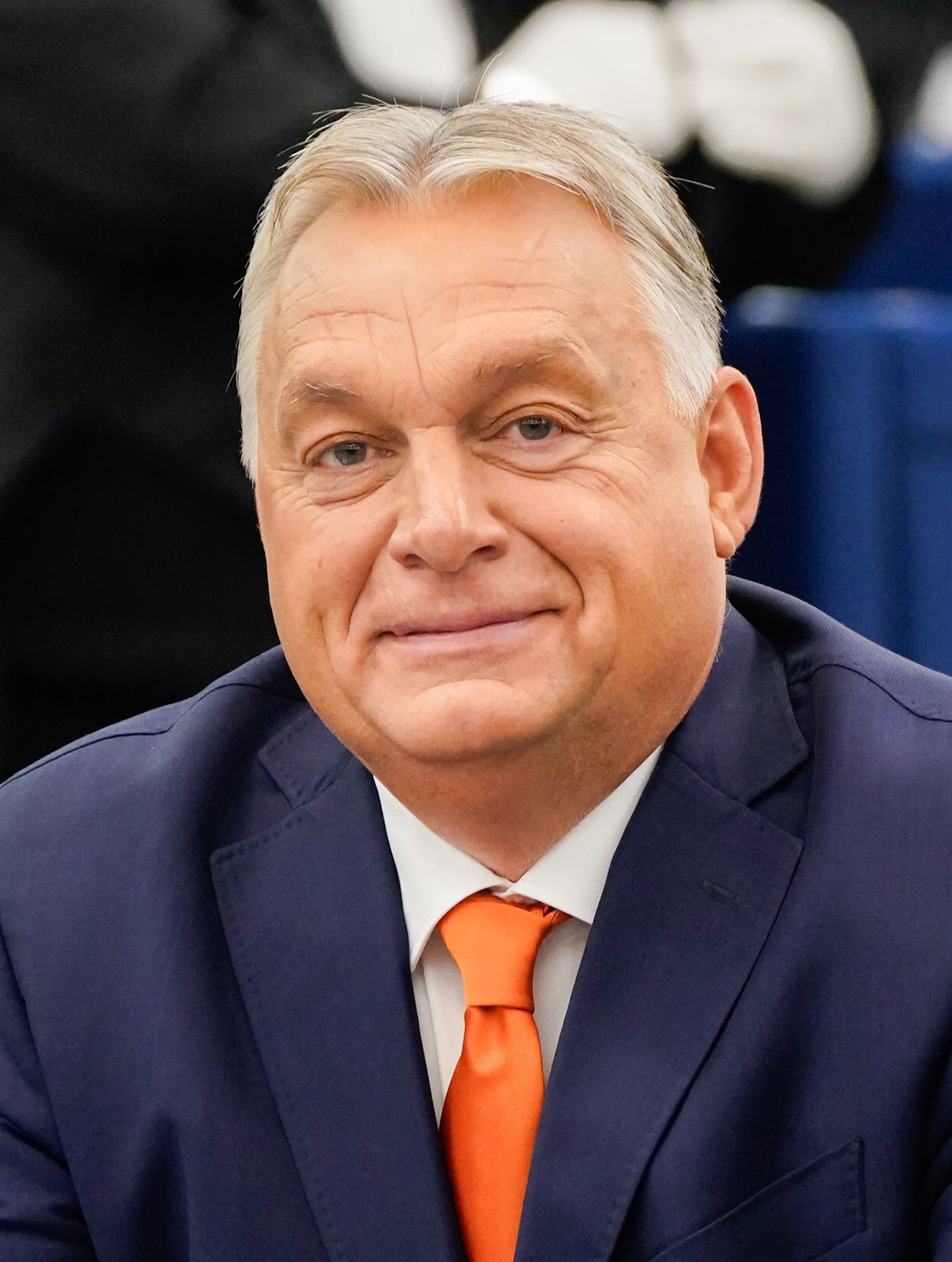
Hungría Viktor Orbán, primer ministro
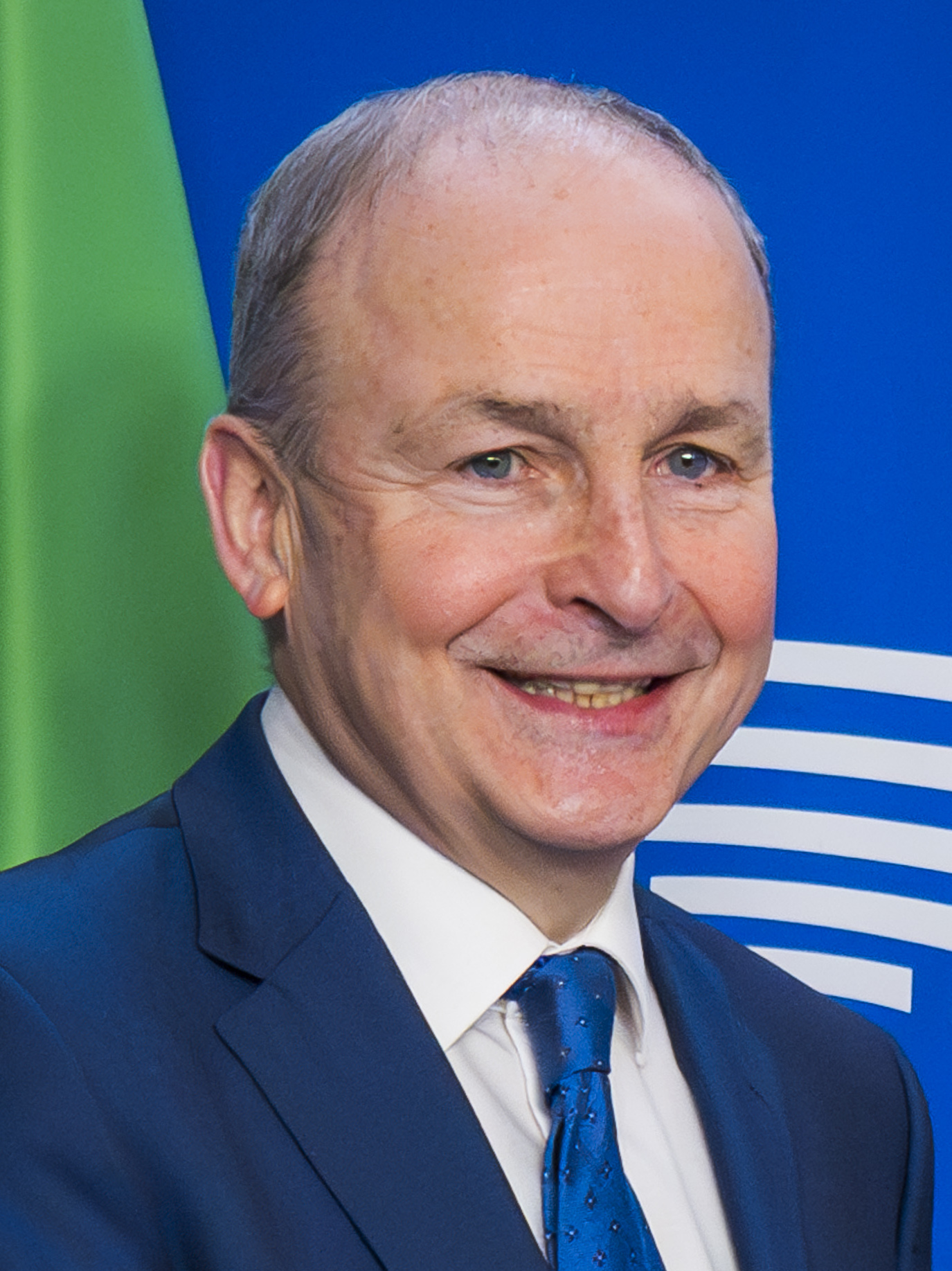
Irlanda Micheál Martin, taoiseach
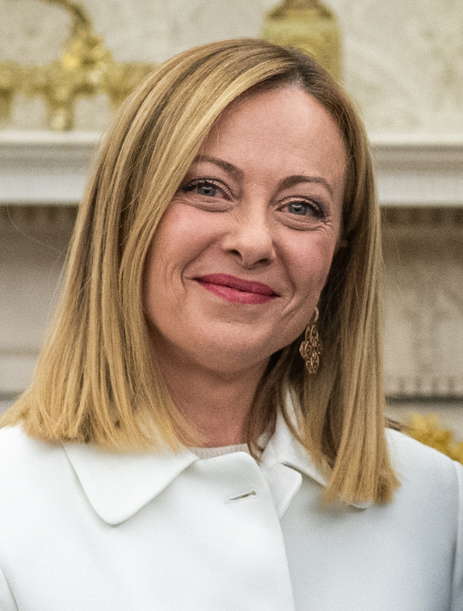
Italia Giorgia Meloni, primera ministra
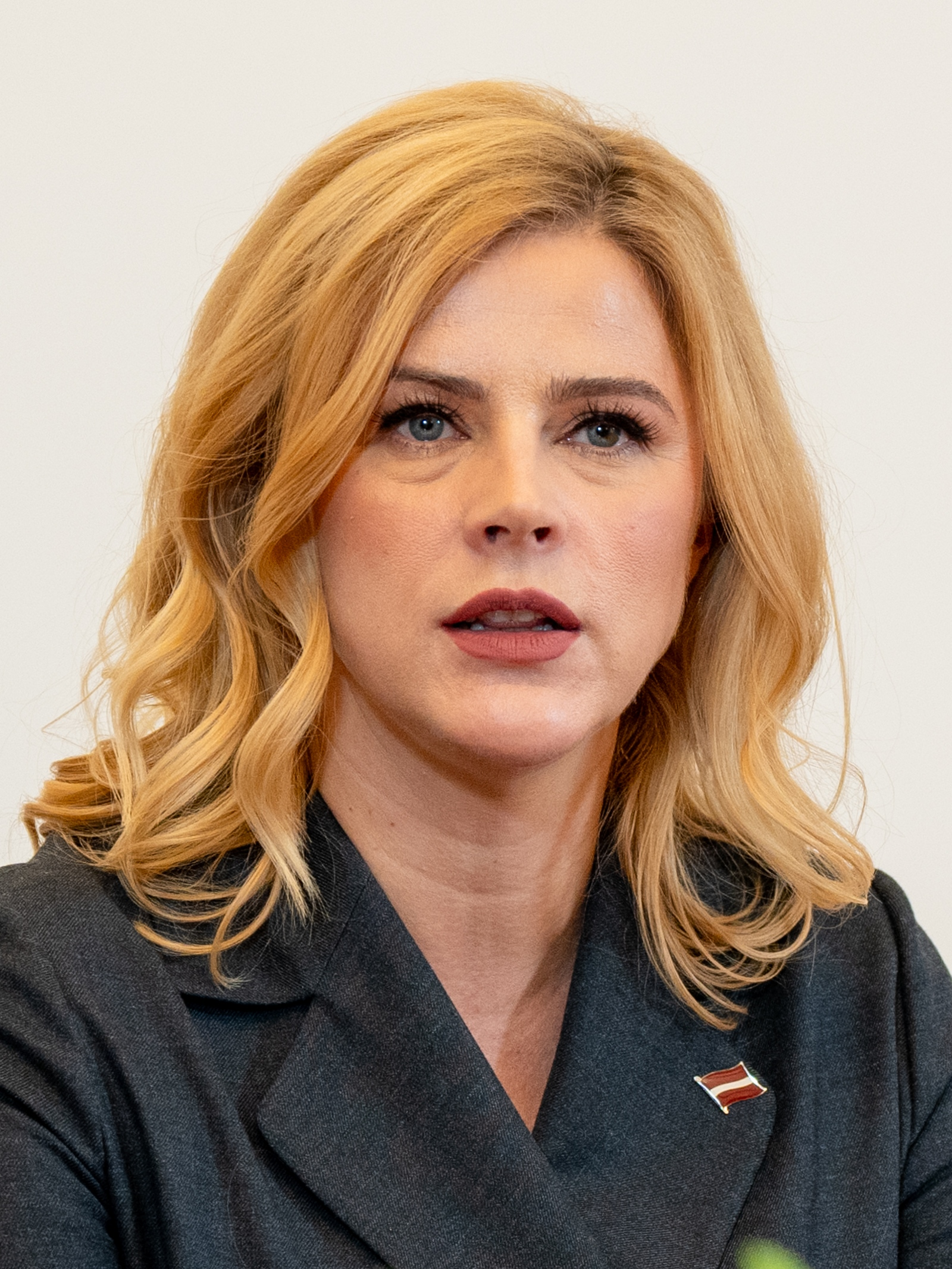
Letonia Evika Siliņa, primera ministra
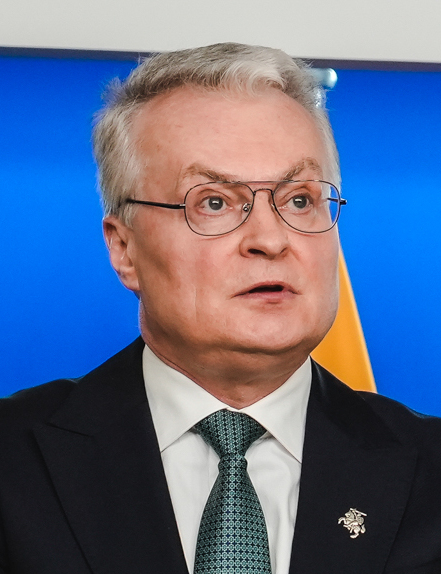
Lituania Gitanas Nausėda, presidente
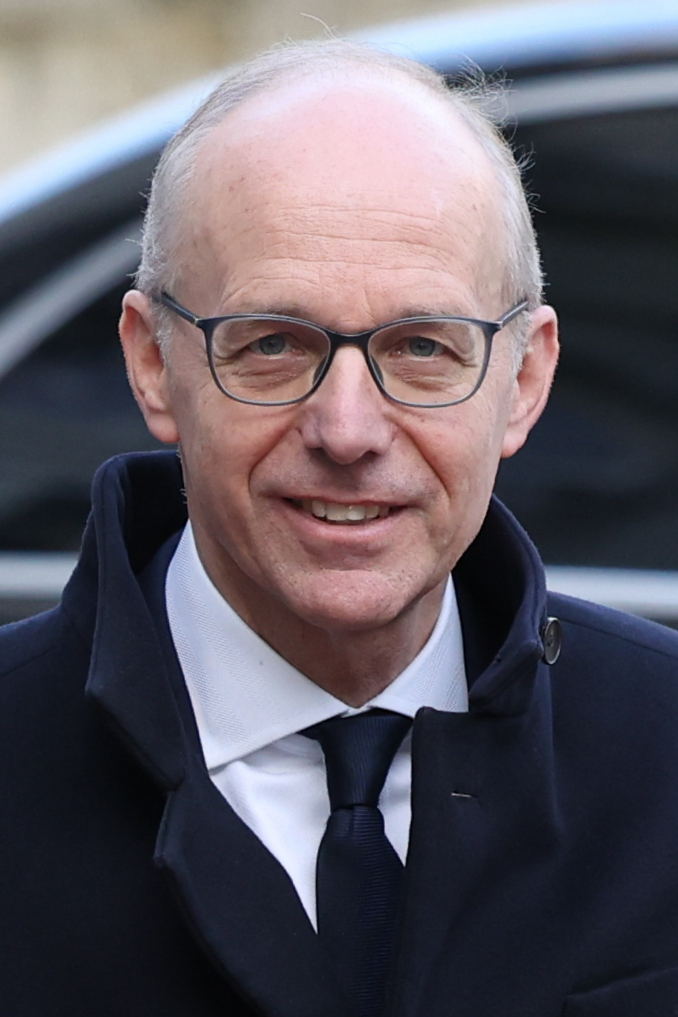
Luxemburgo Luc Frieden, primer ministro
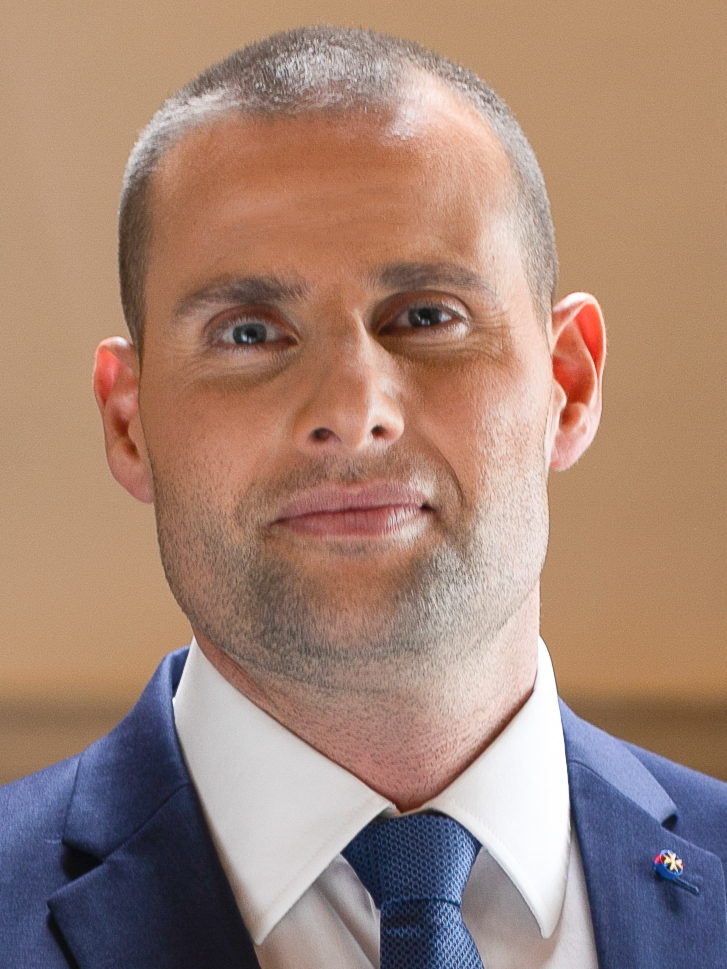
Malta Robert Abela, primer ministro
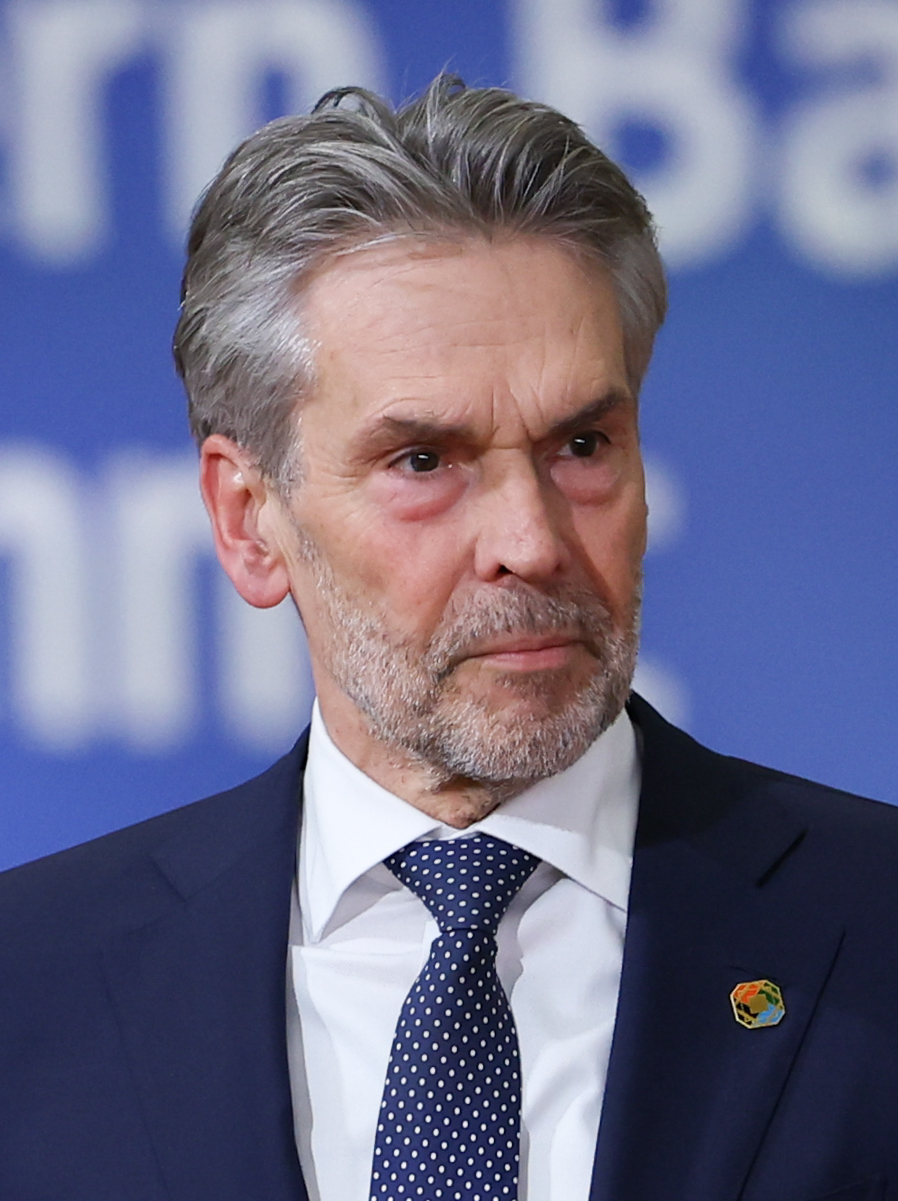
Países Bajos Dick Schoof, primer ministro
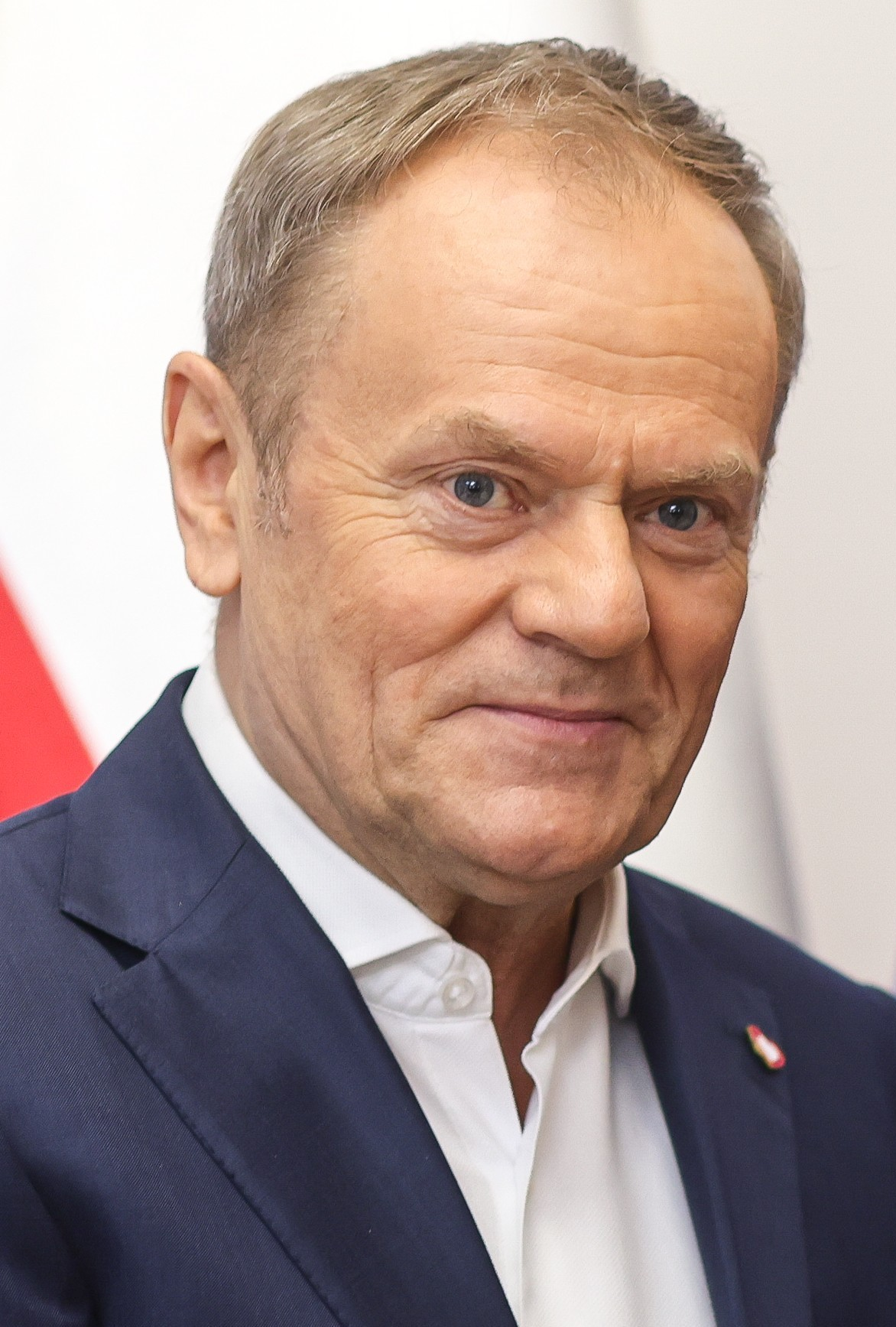
Polonia Donald Tusk, primer ministro
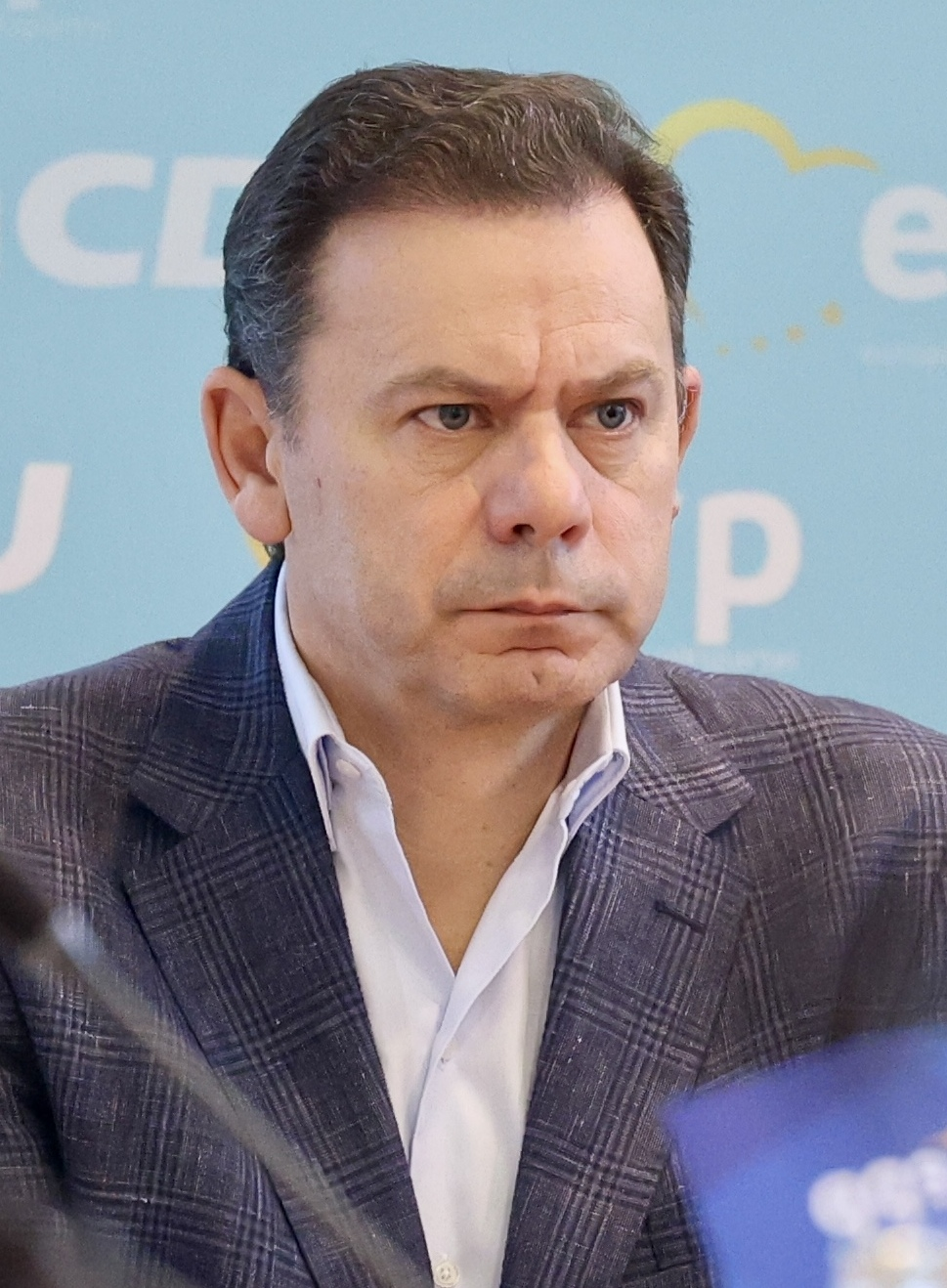
Portugal Luís Montenegro, primer ministro
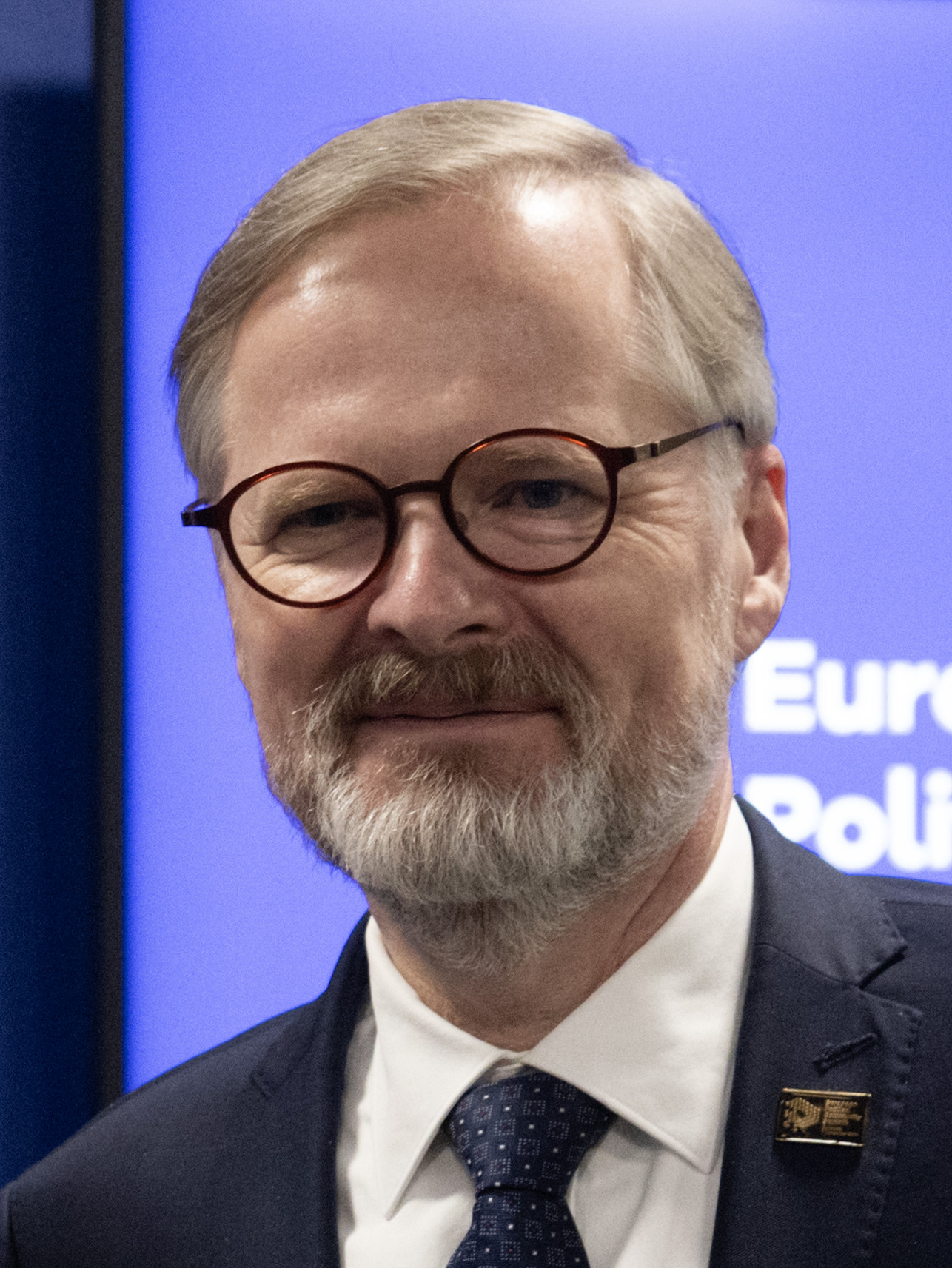
República Checa Petr Fiala, primer ministro
Rumania Nicușor Dan, presidente
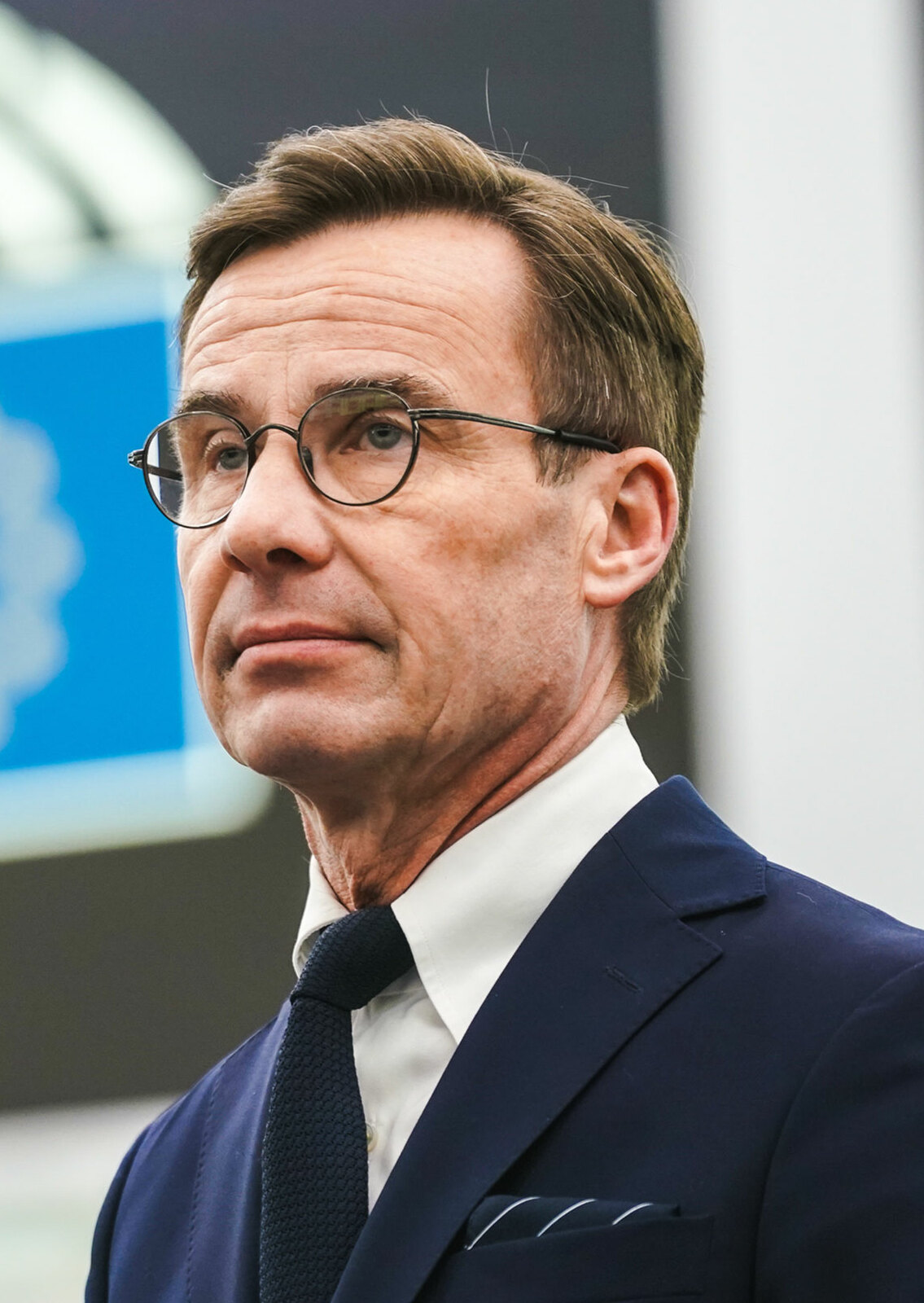
Suecia Ulf Kristersson, primer ministro
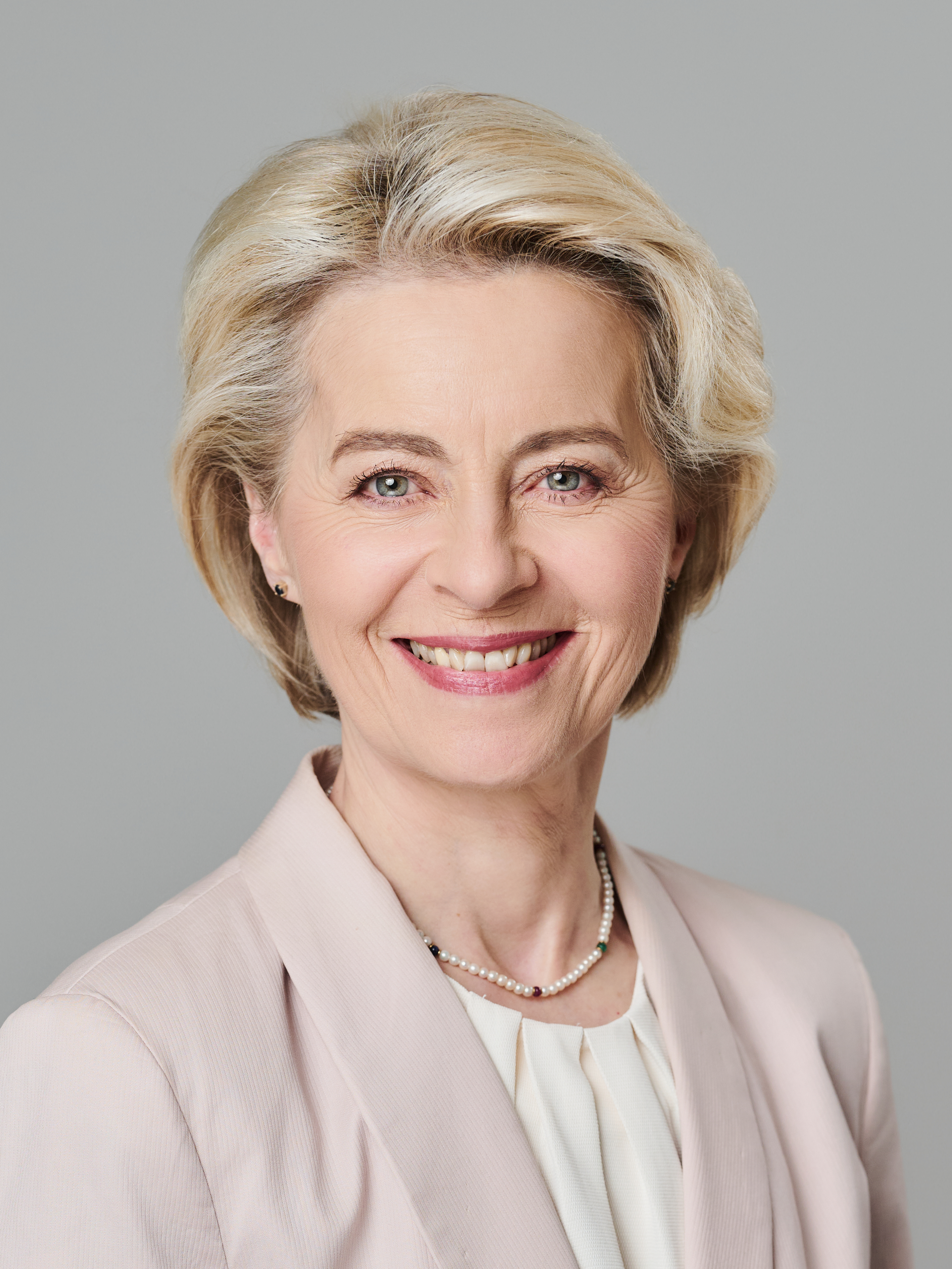
Unión Europea Ursula von der Leyen, presidenta de la Comisión Europea
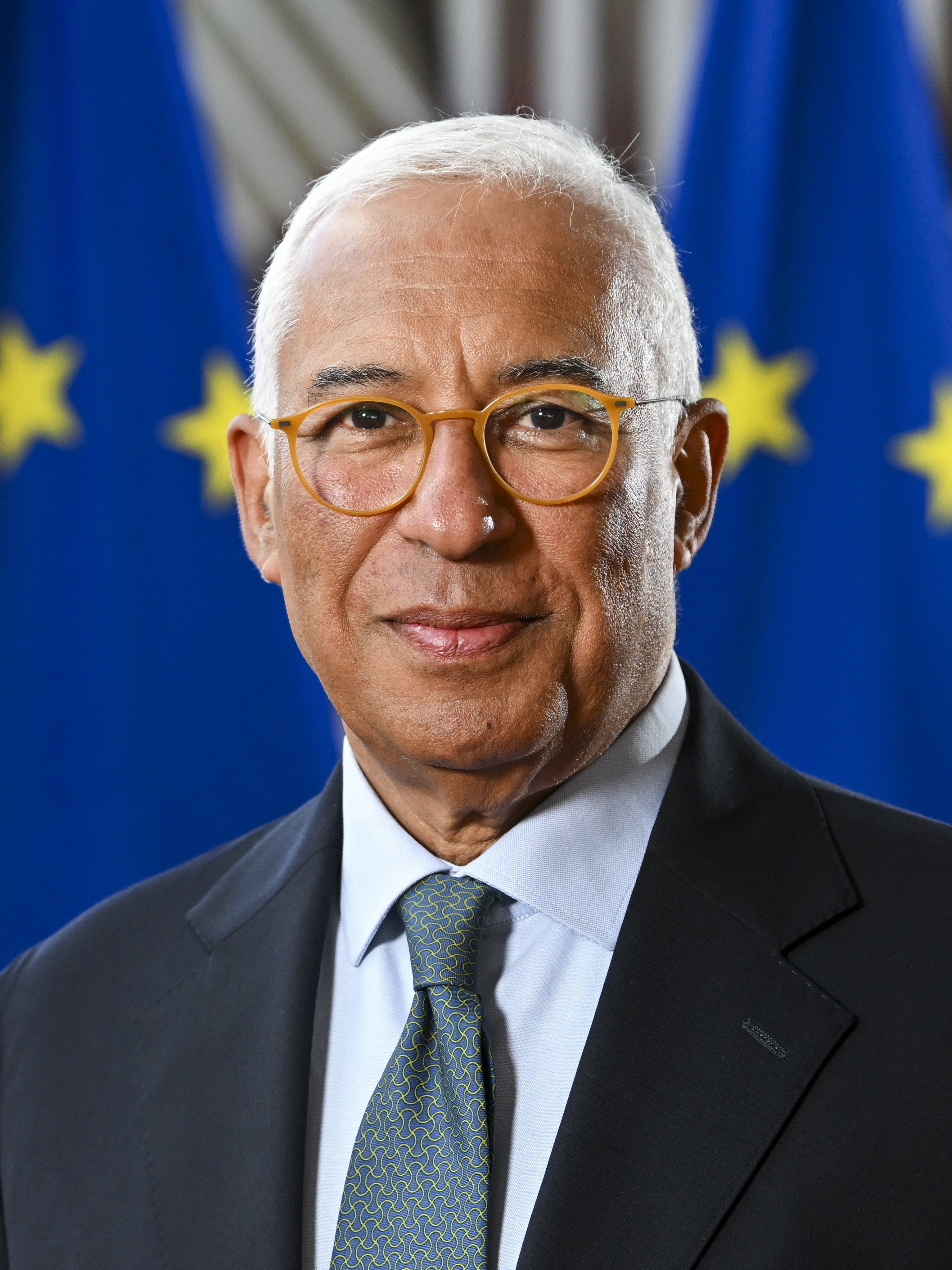
Unión Europea António Costa, presidente del Consejo Europeo
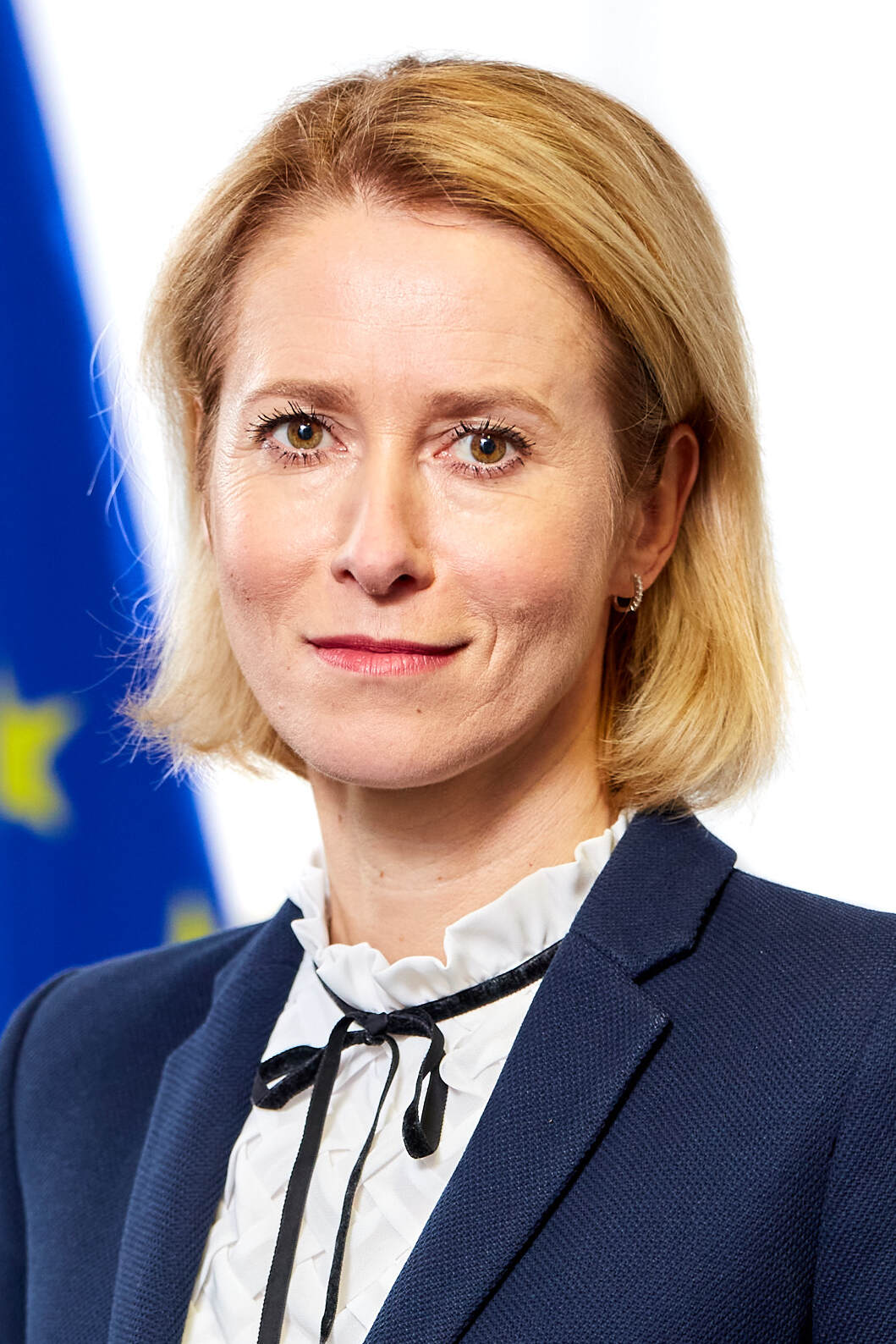
Unión Europea Kaja Kallas, representante de Asuntos Exteriores de la Unión Europea

### Comunidad de Estados Latinoamericanos y Caribeños

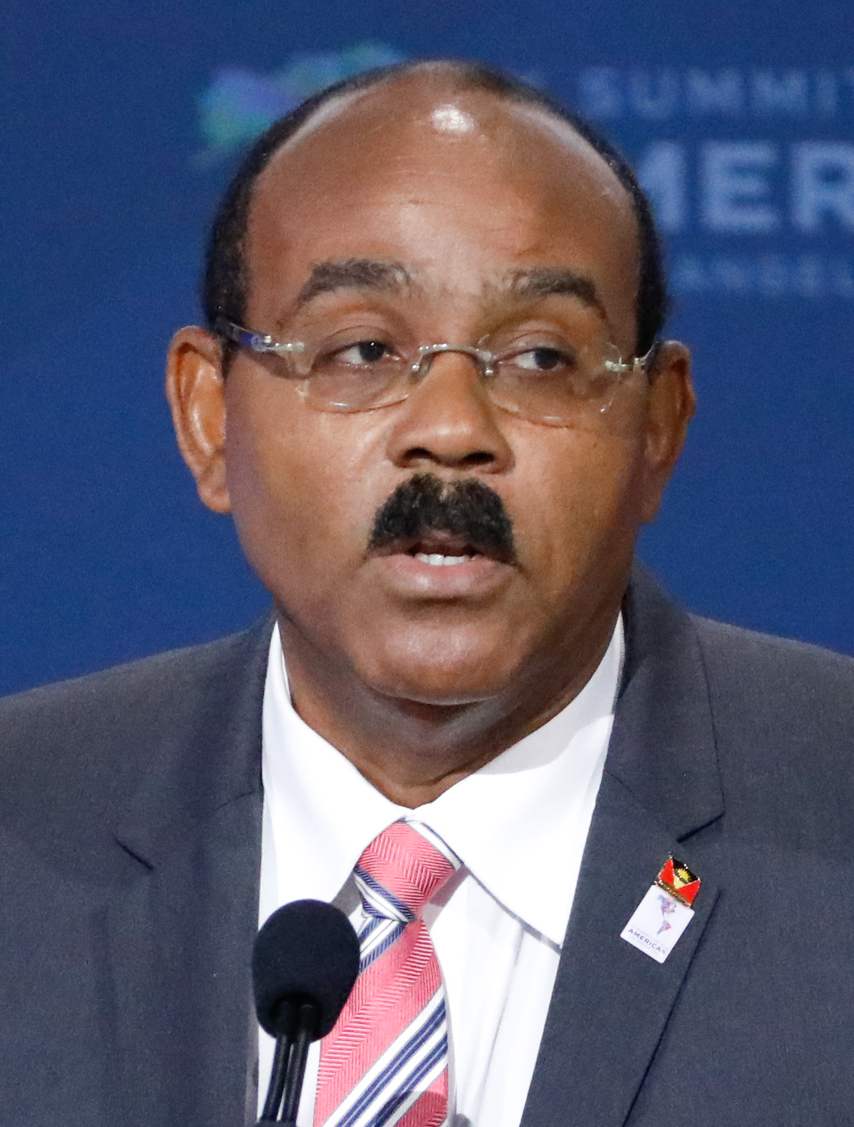
ATG Gaston Browne, primer ministro
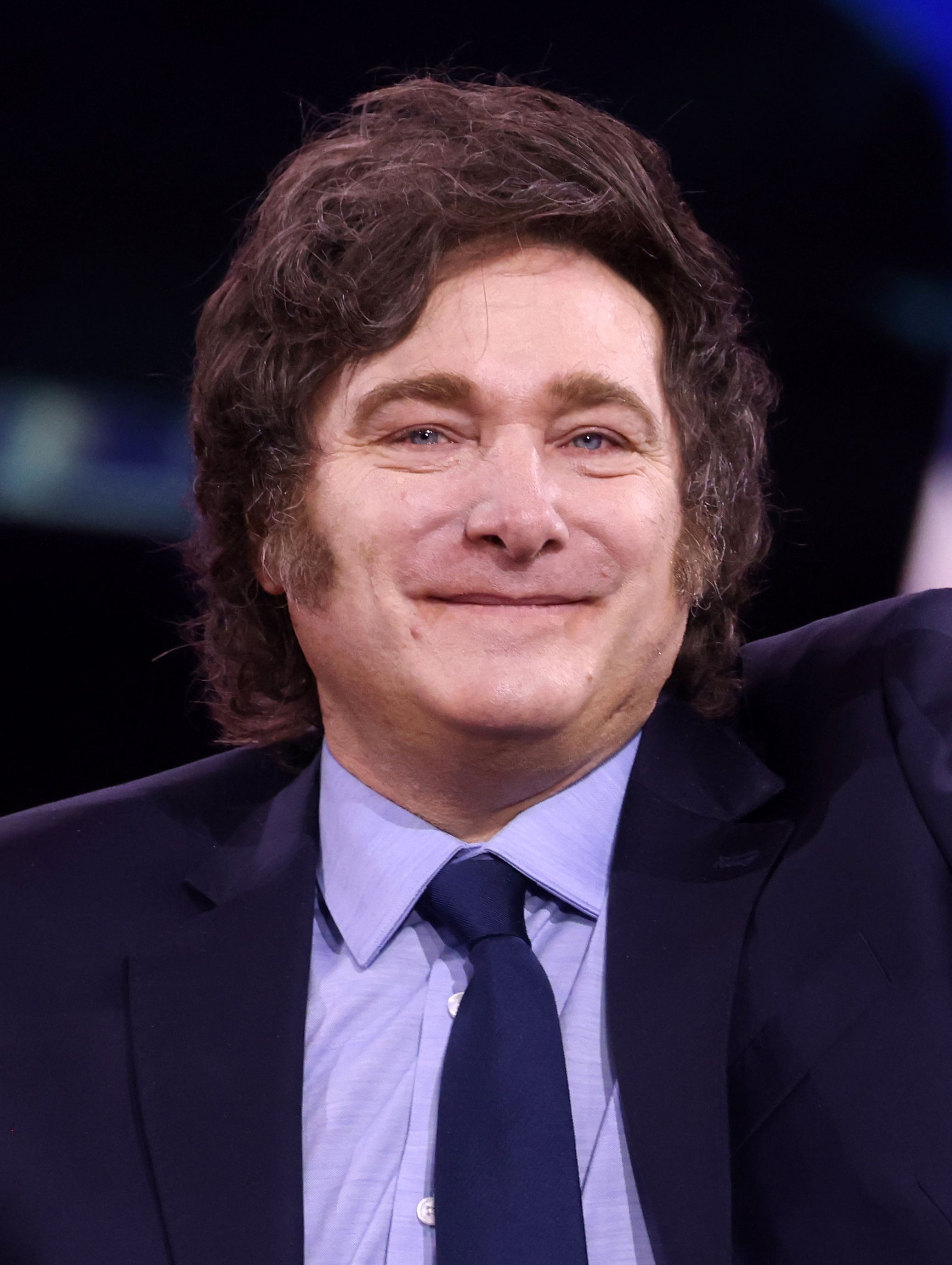
ARG Javier Milei, presidente
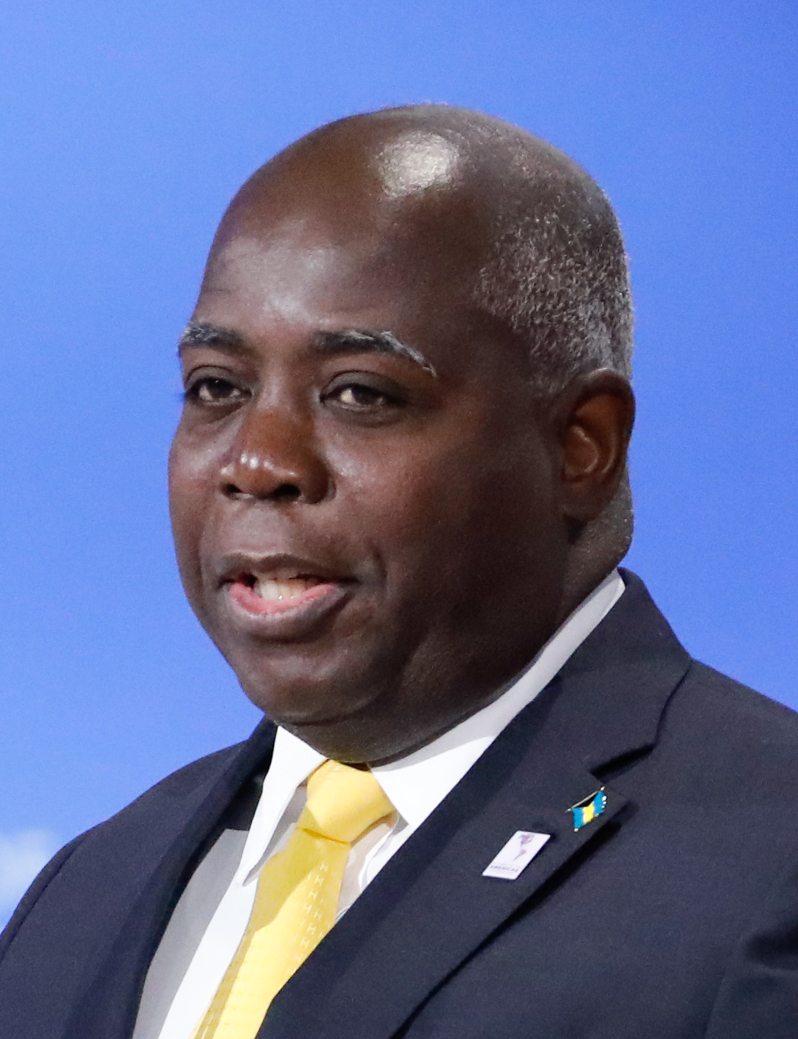
BAH Philip Davis, primer ministro
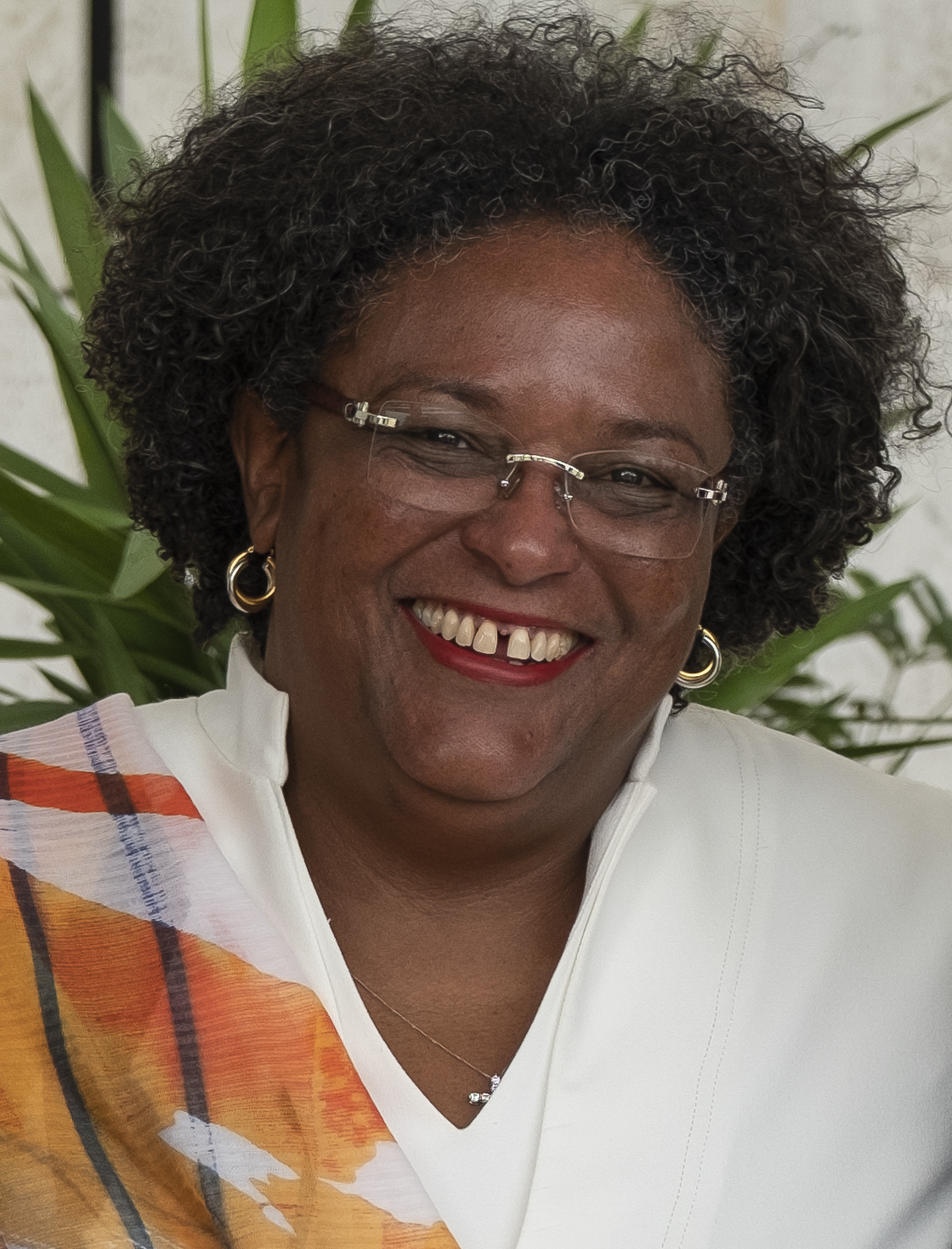
BAR Mia Mottley, primera ministra
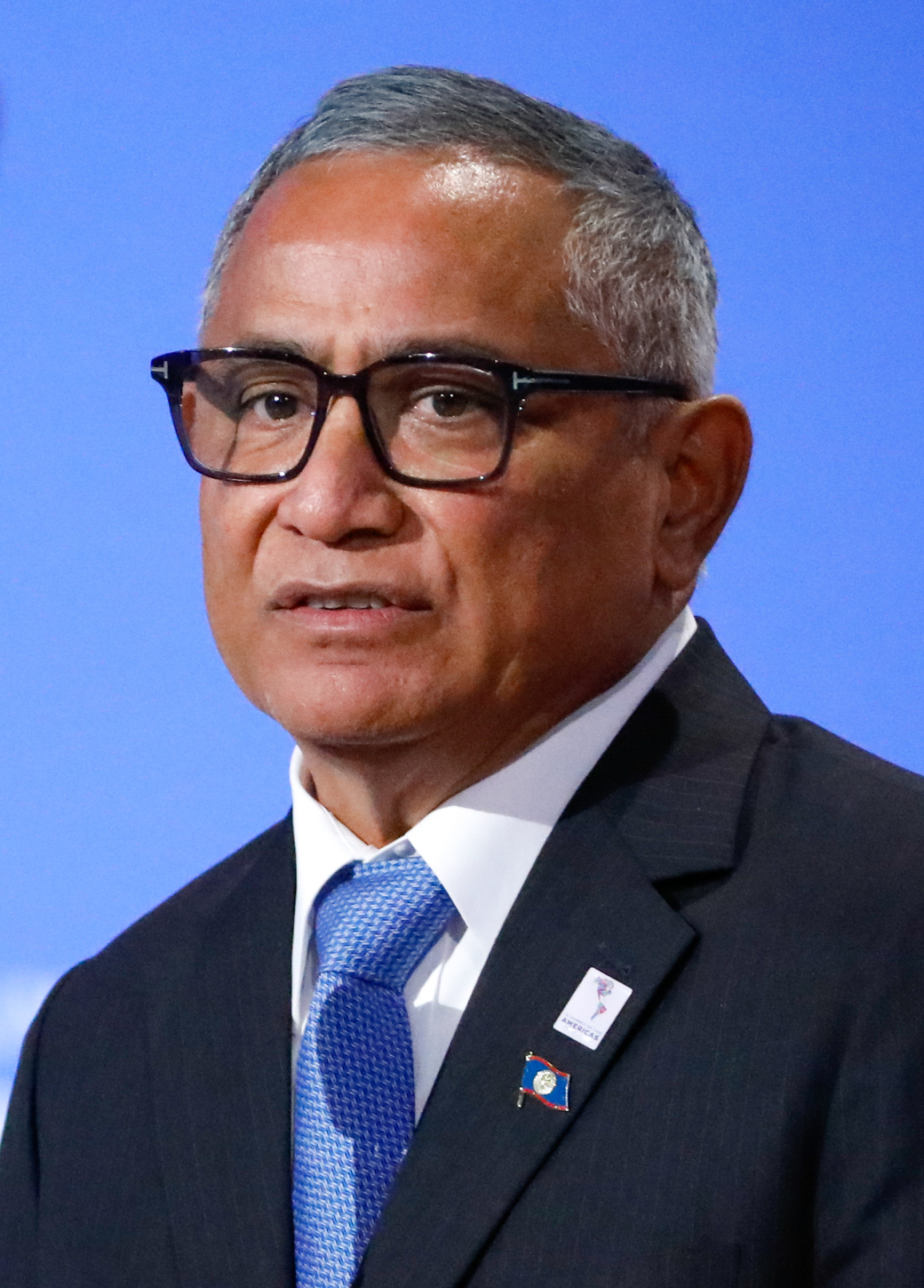
BLZ Johnny Briceño, primer ministro
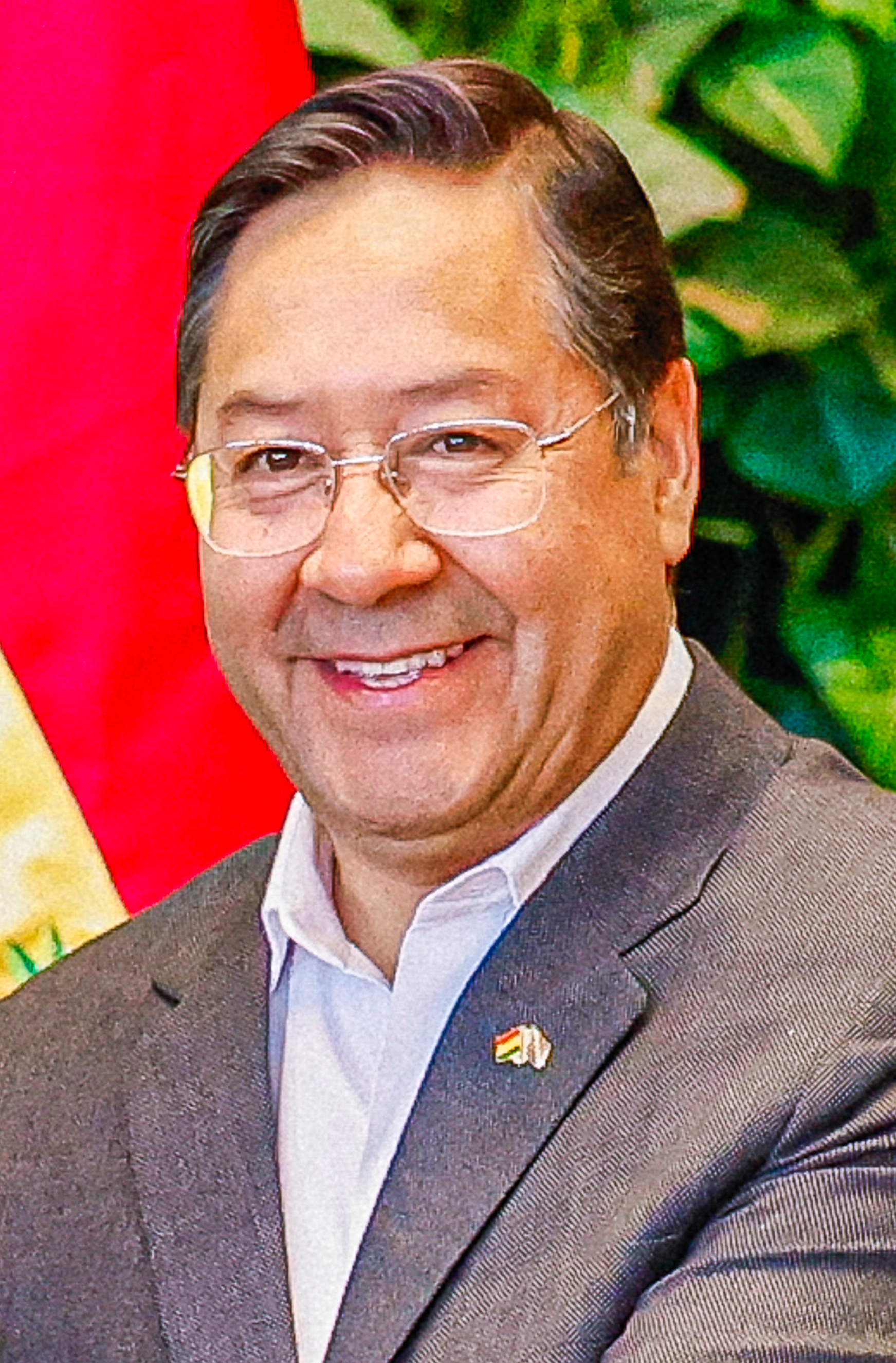
BOL Luis Arce, presidente
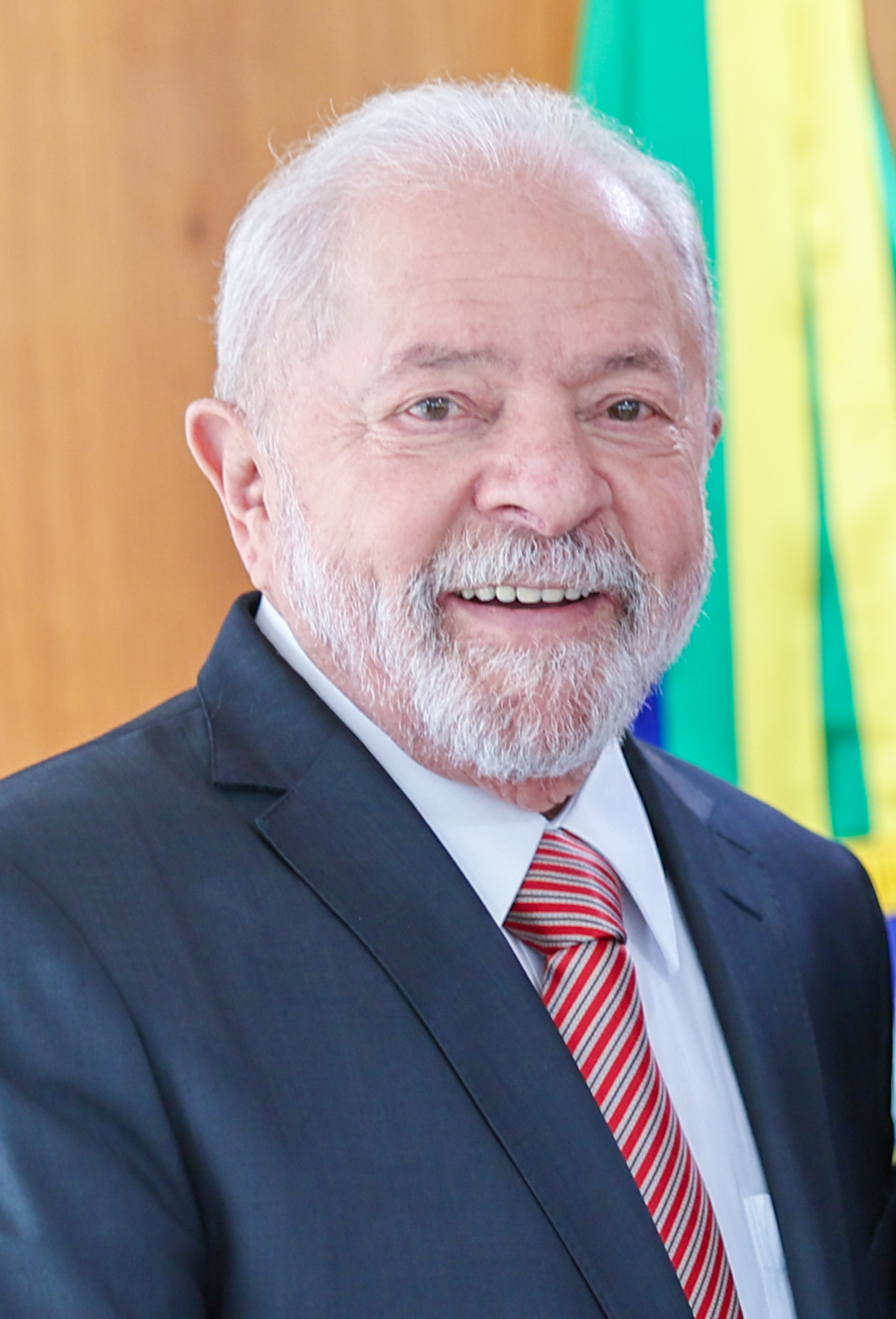
BRA Luiz Inácio Lula da Silva, presidente
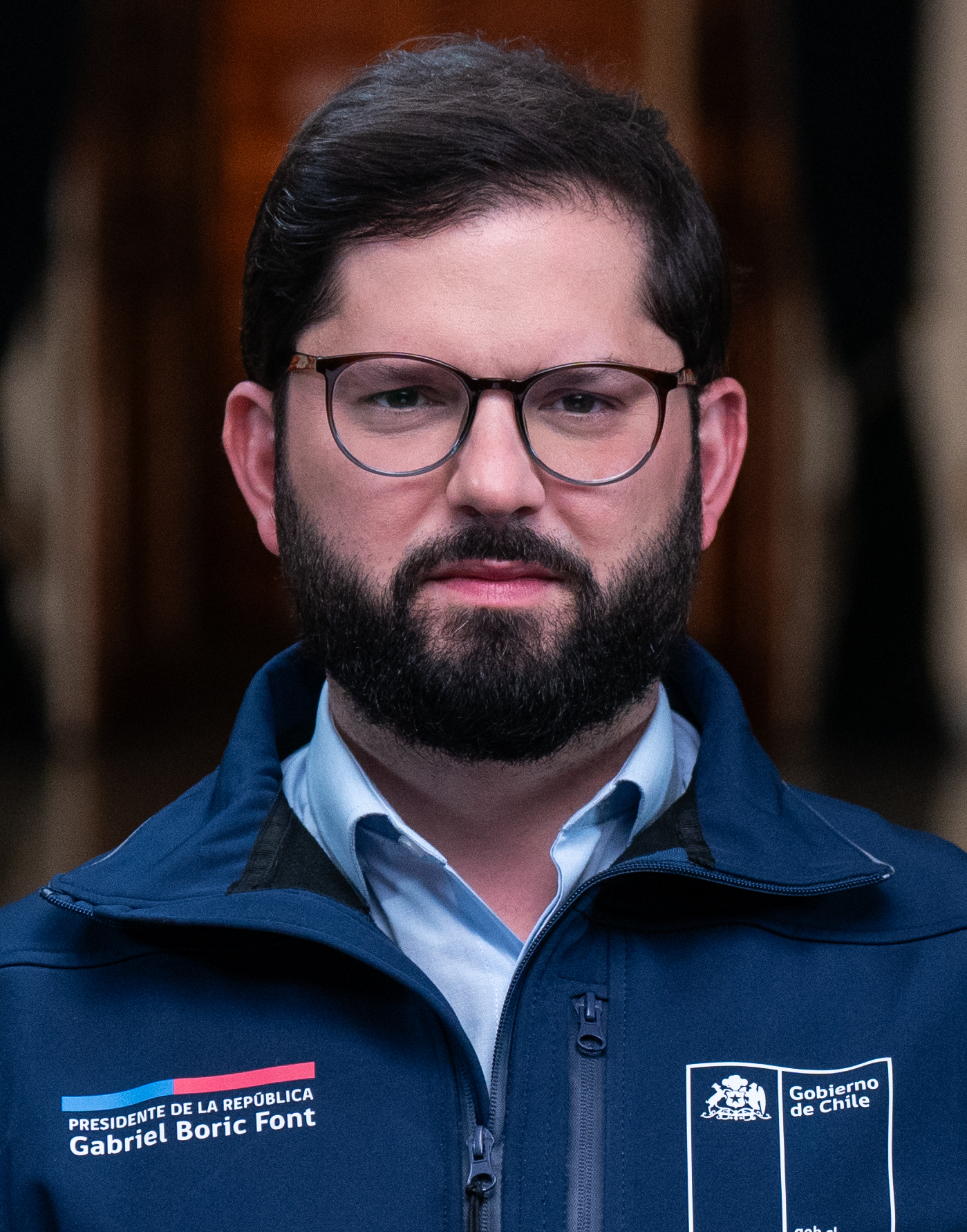
CHI Gabriel Boric, presidente
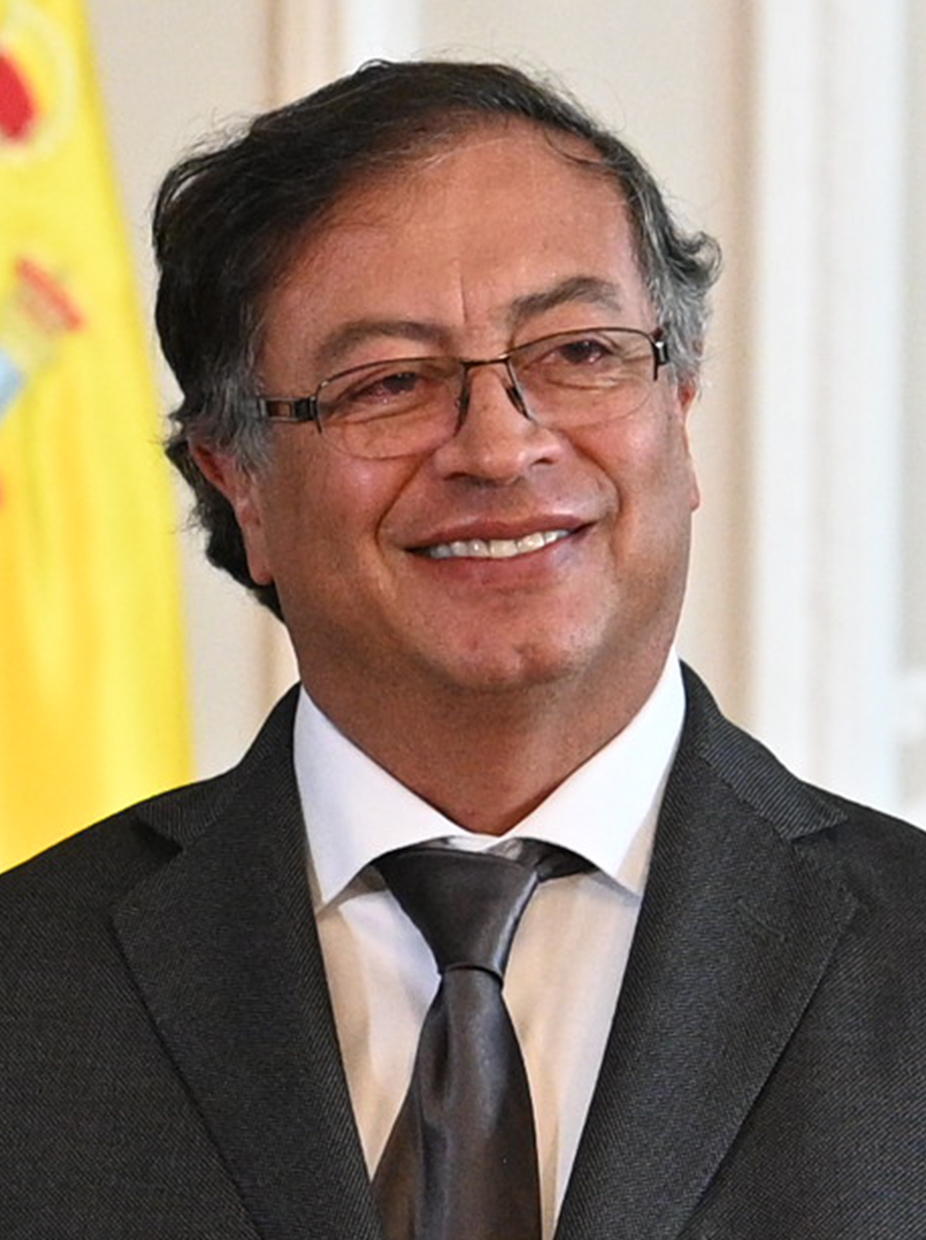
COL Gustavo Petro, presidente (anfitrión)
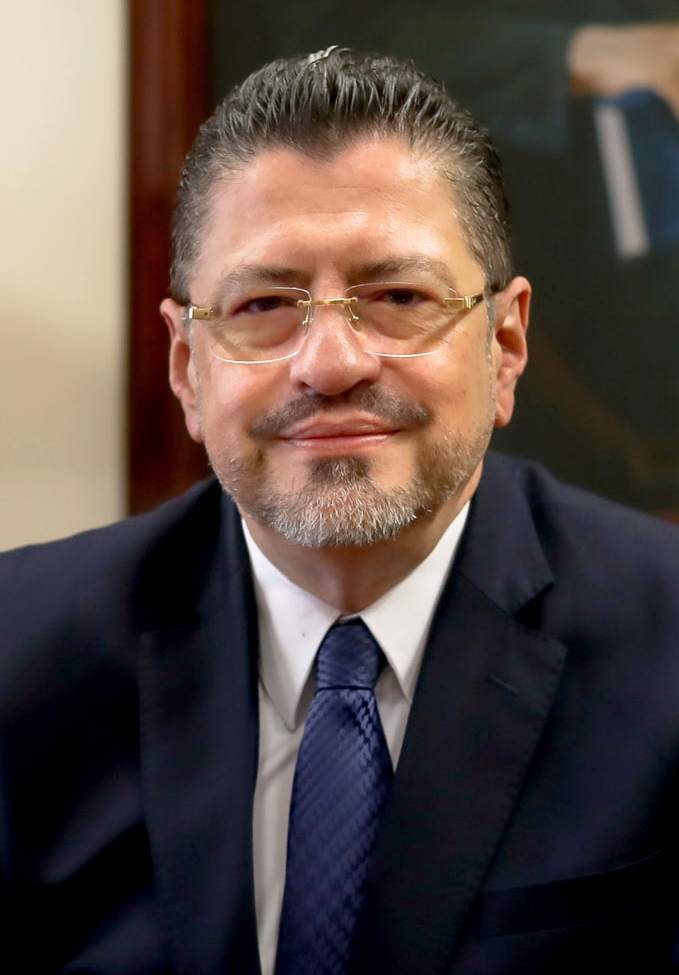
CRI Rodrigo Chaves, presidente
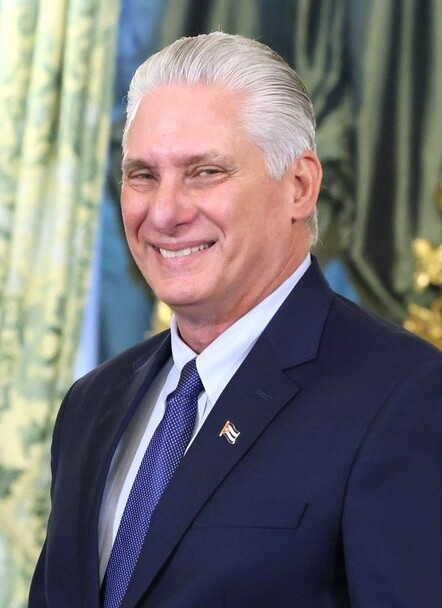
CUB Miguel Díaz Canel, presidente
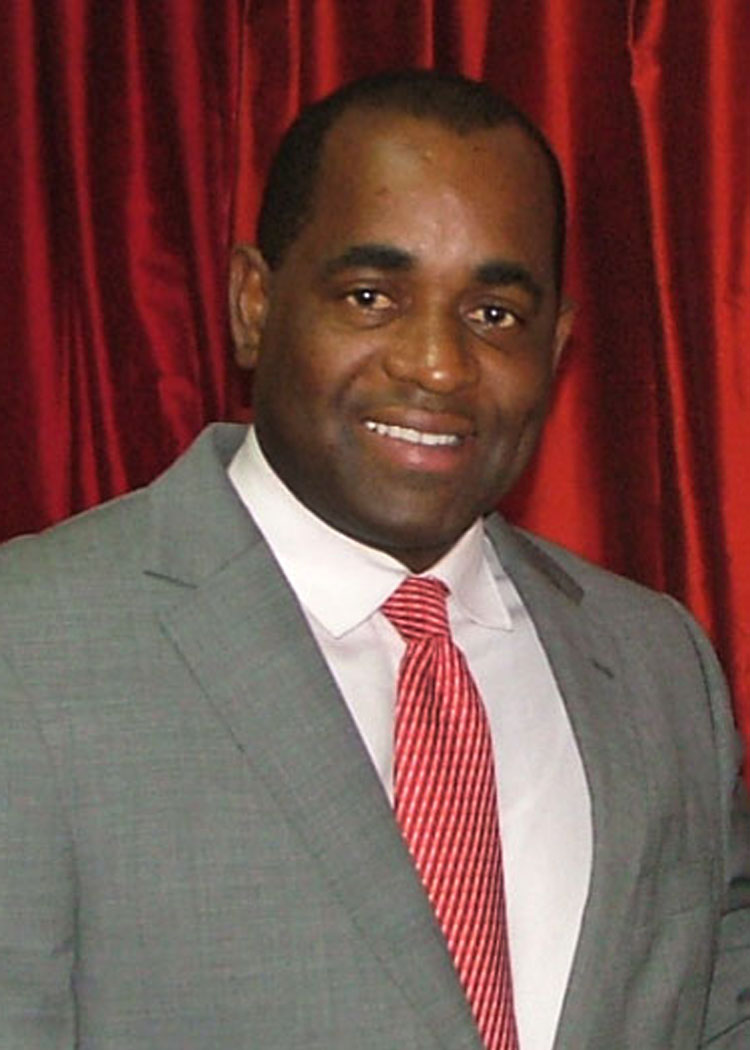
DMA Roosevelt Skerrit, primer ministro
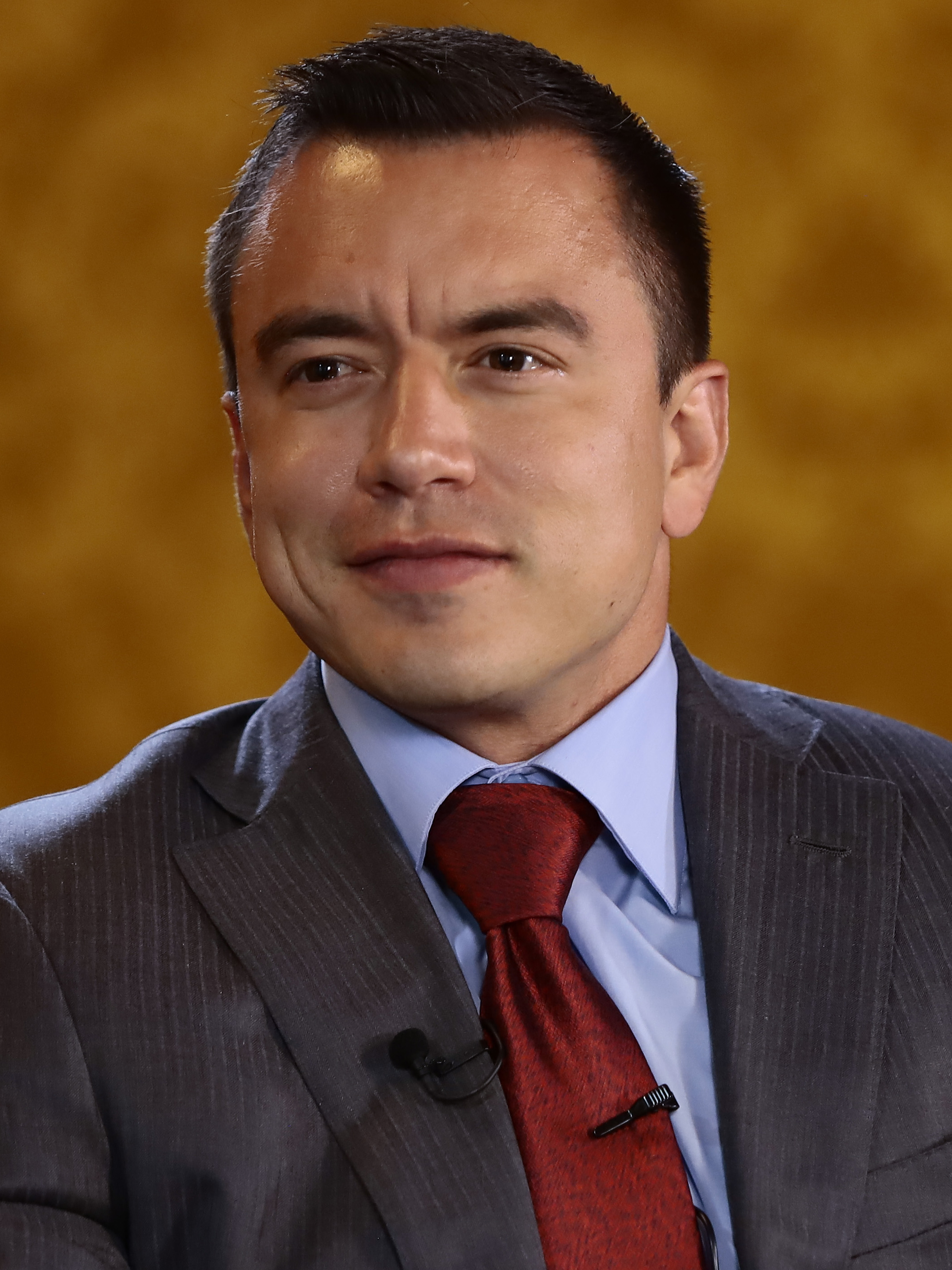
ECU Daniel Noboa, presidente
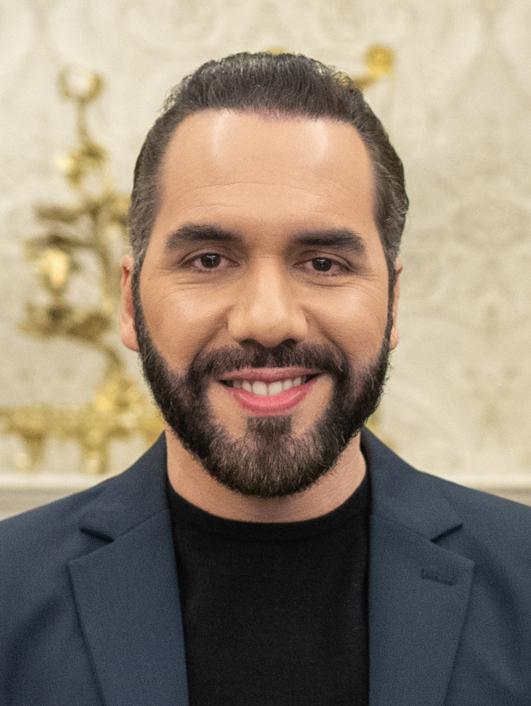
ESA Nayib Bukele, presidente
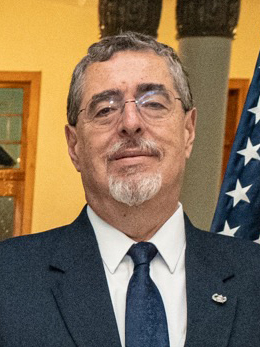
GUA Bernardo Arévalo, presidente
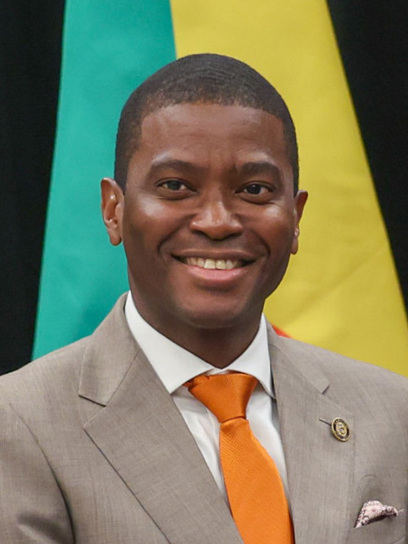
GRD Dickon Mitchell, primer ministro
GUY Por definir, presidente
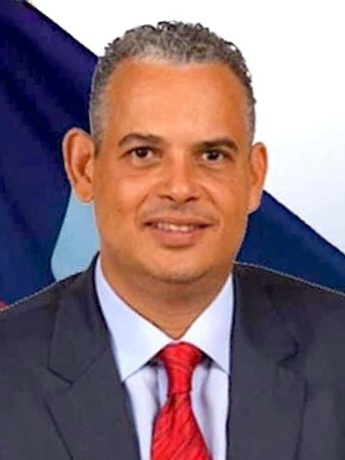
HAI Alix Didier Fils-Aimé, primer ministro
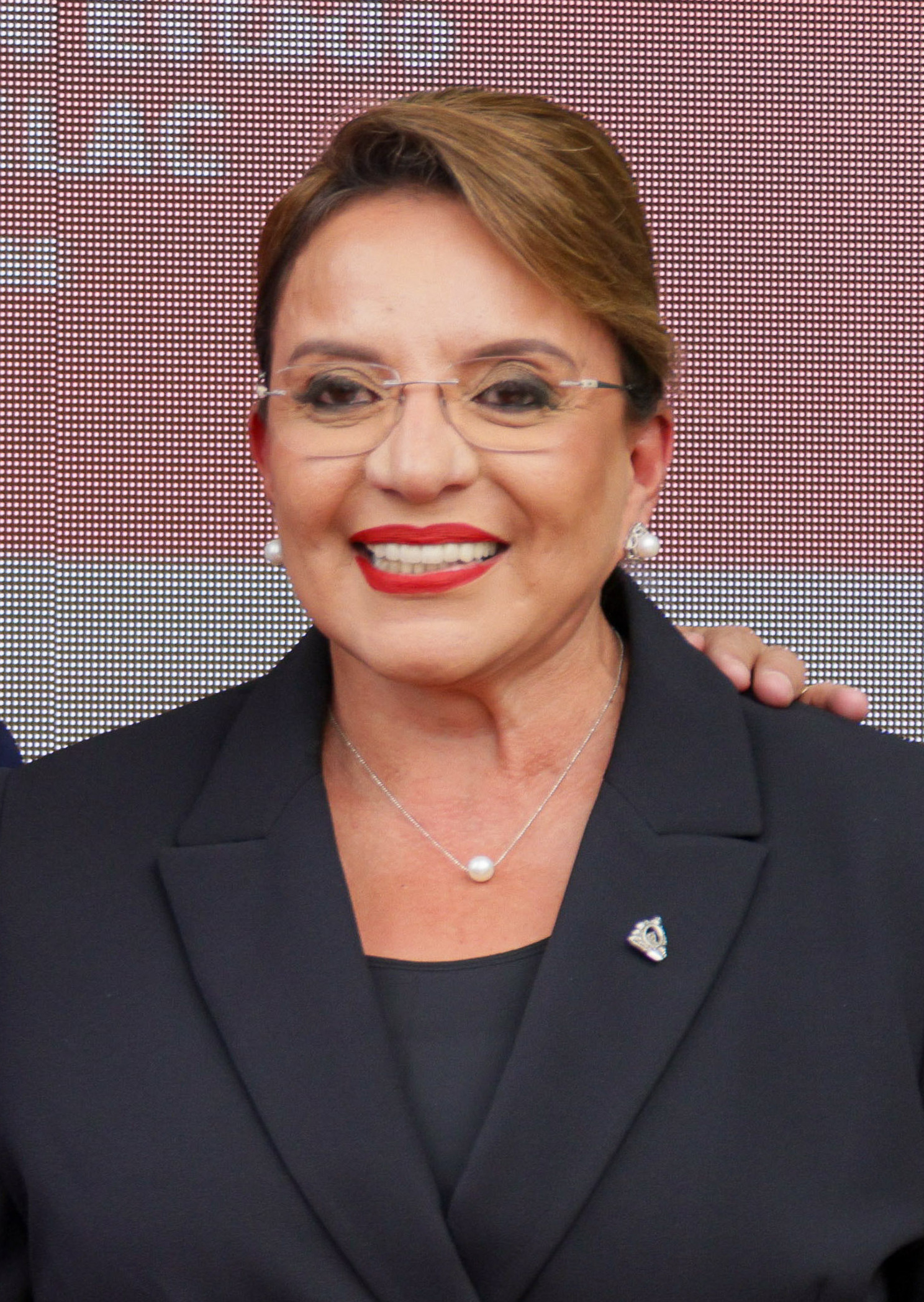
HON Xiomara Castro, presidenta
JAM Por definir, primer ministro
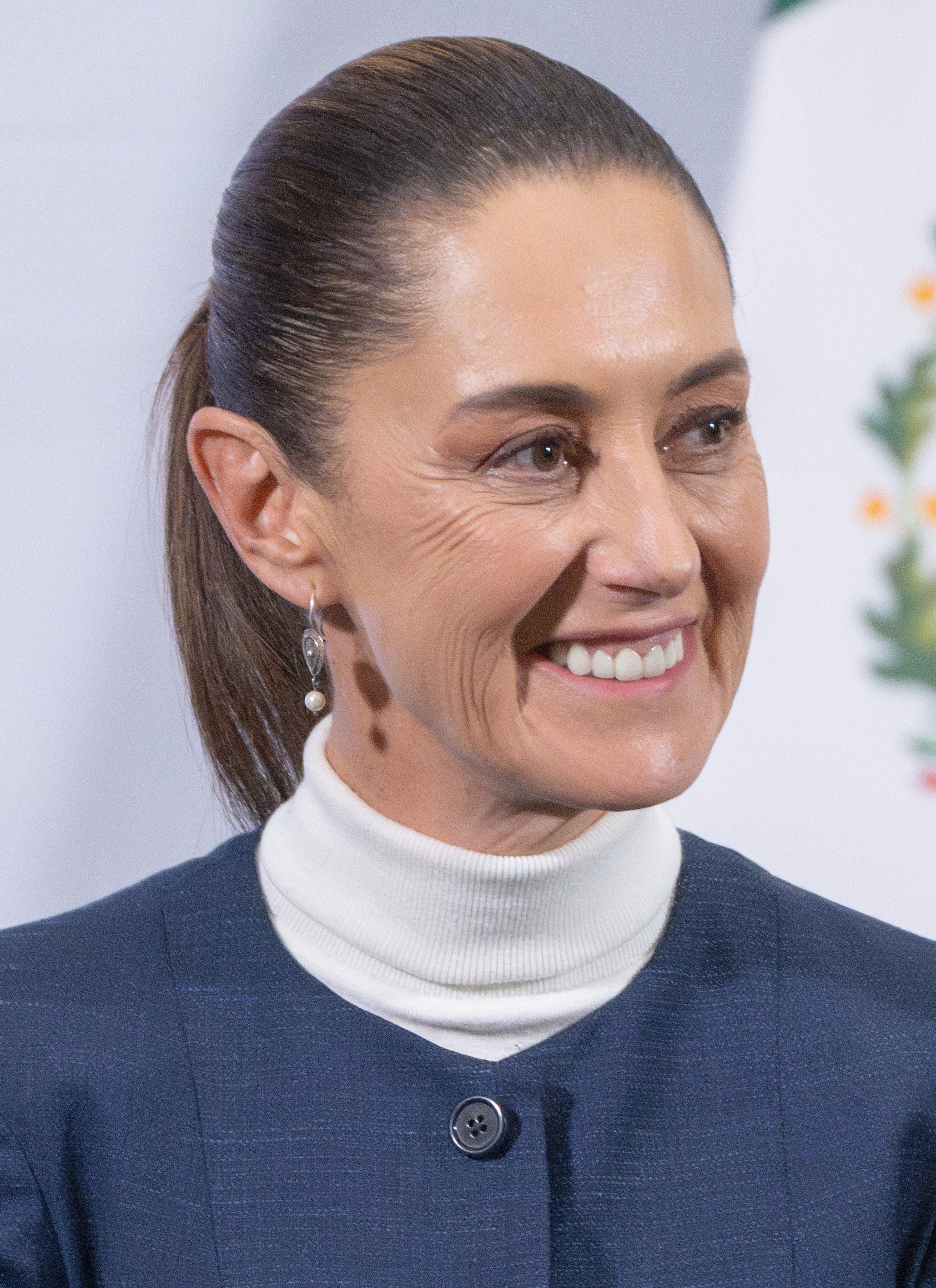
MEX Claudia Sheinbaum, presidenta
NIC Daniel Ortega, presidente
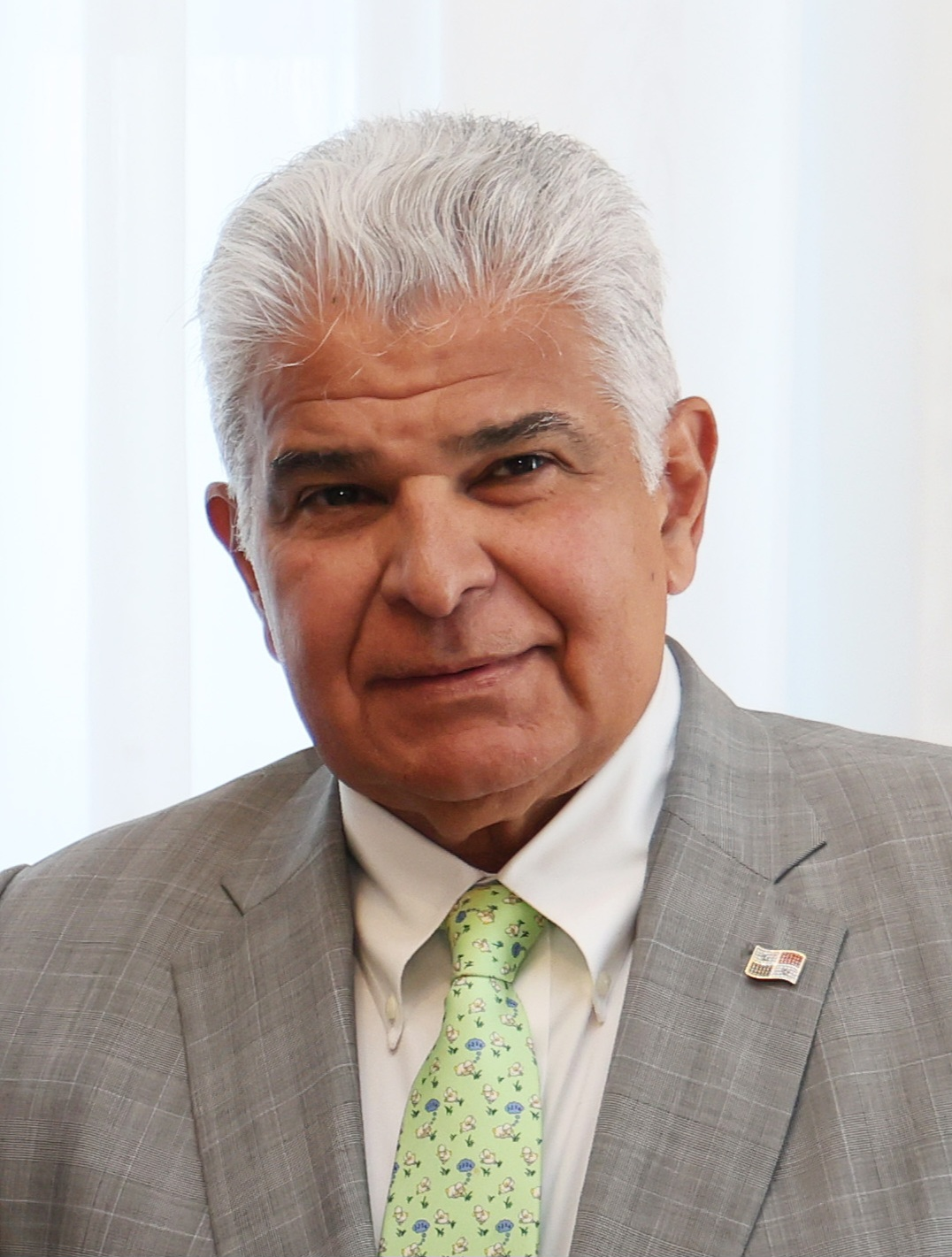
PAN José Raúl Mulino, presidente
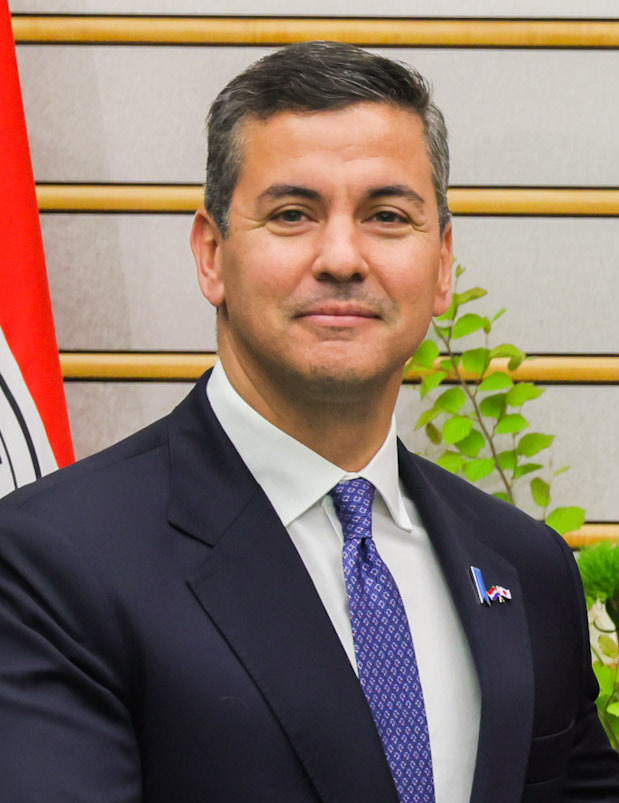
PAR Santiago Peña, presidente
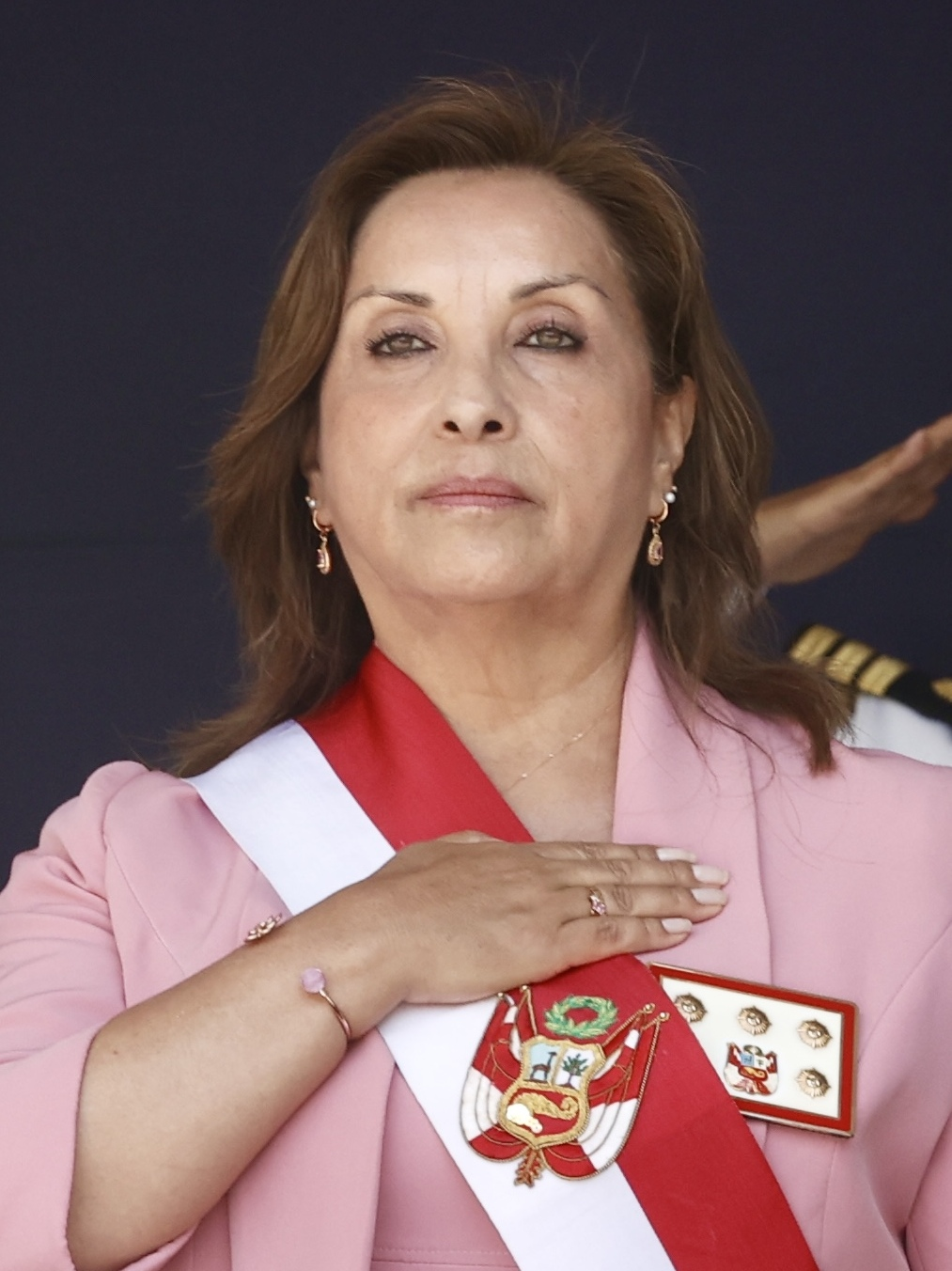
PER Dina Boluarte, presidenta
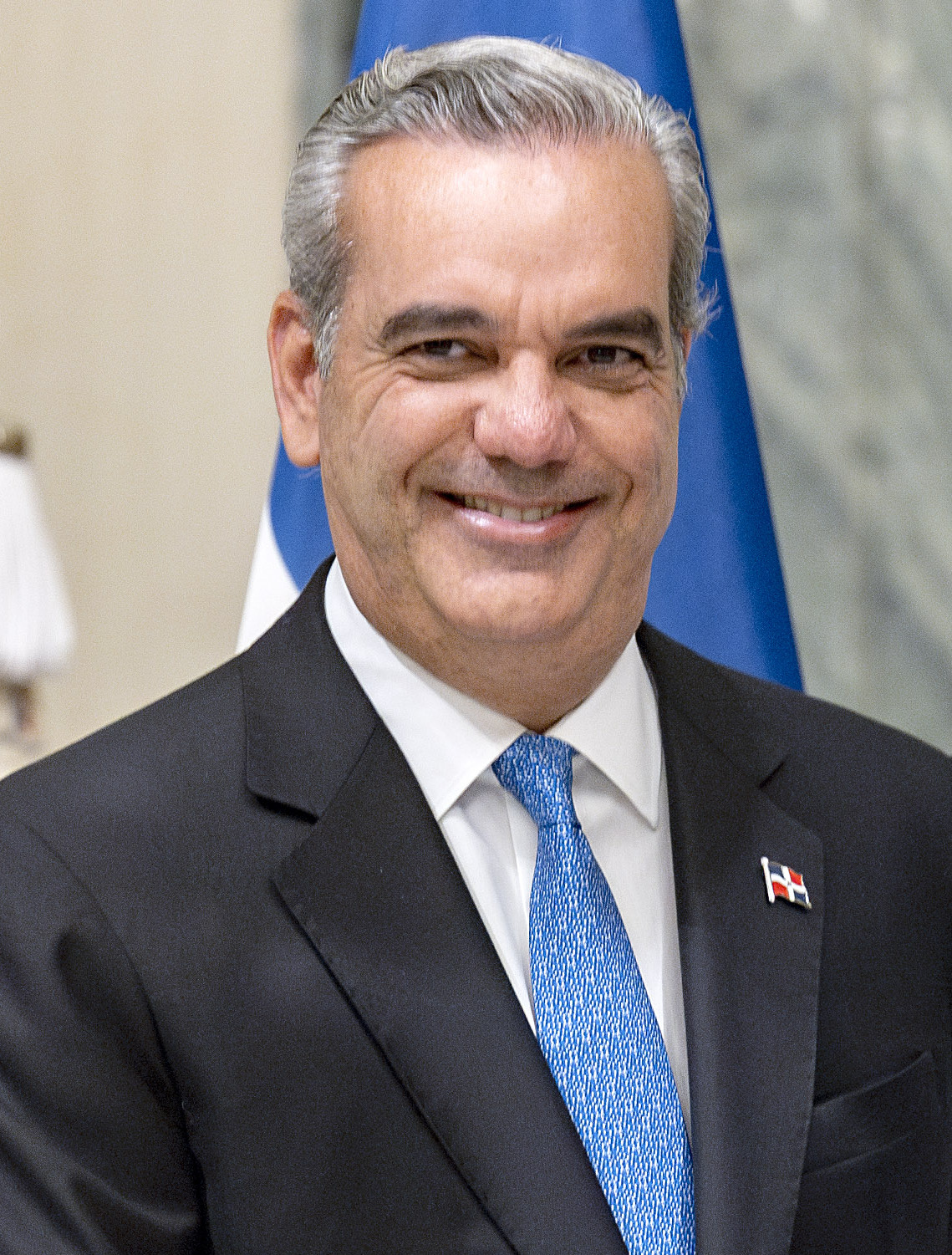
DOM Luis Abinader, presidente
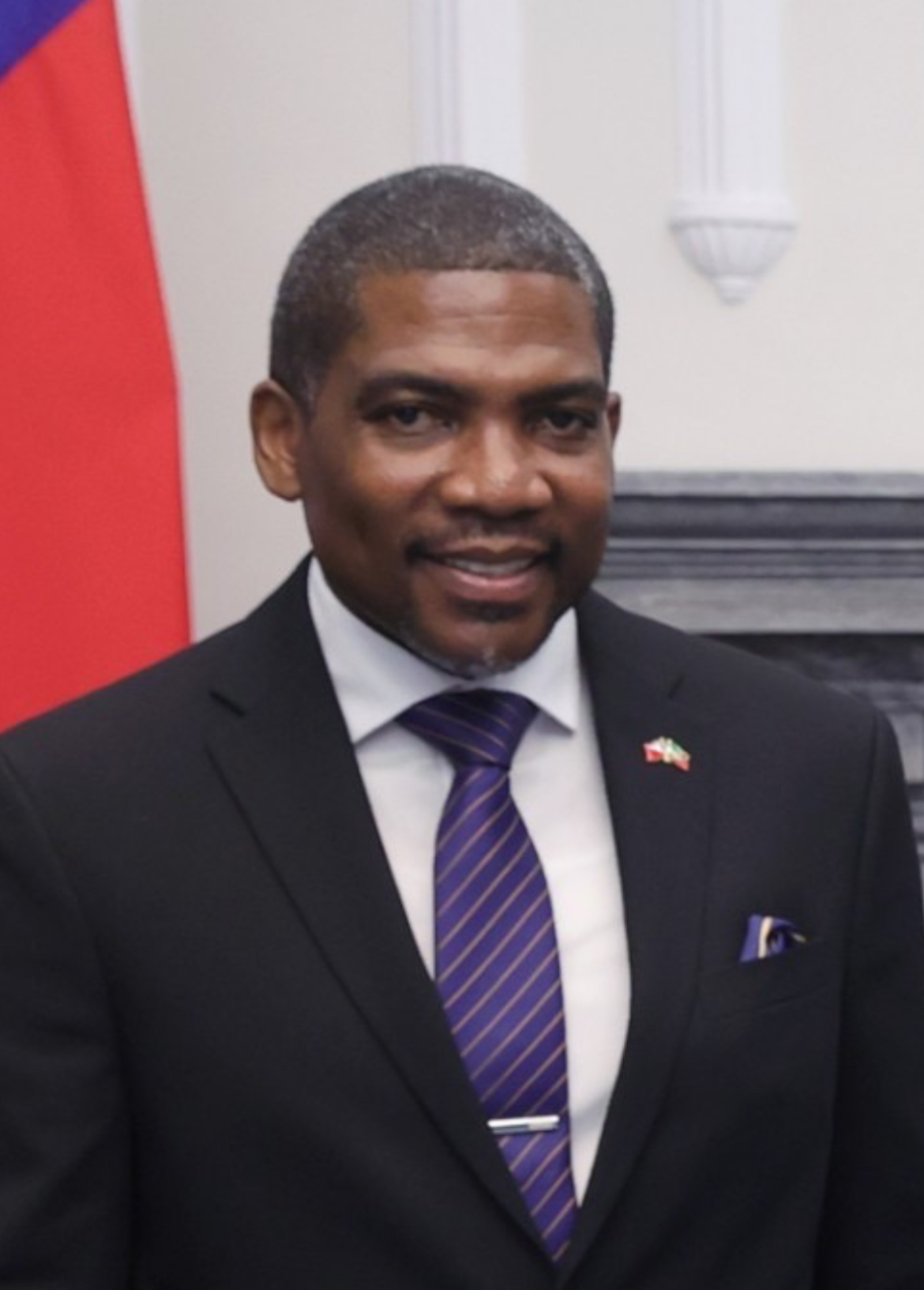
SKN Terrance Drew, primer ministro
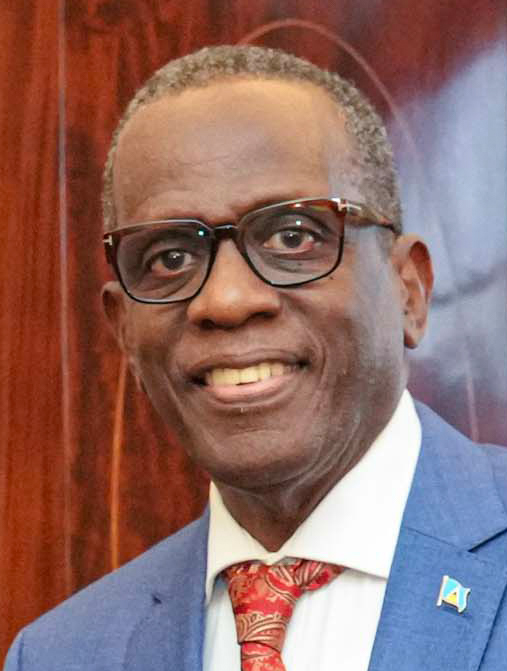
LCA Philip J. Pierre, primer ministro
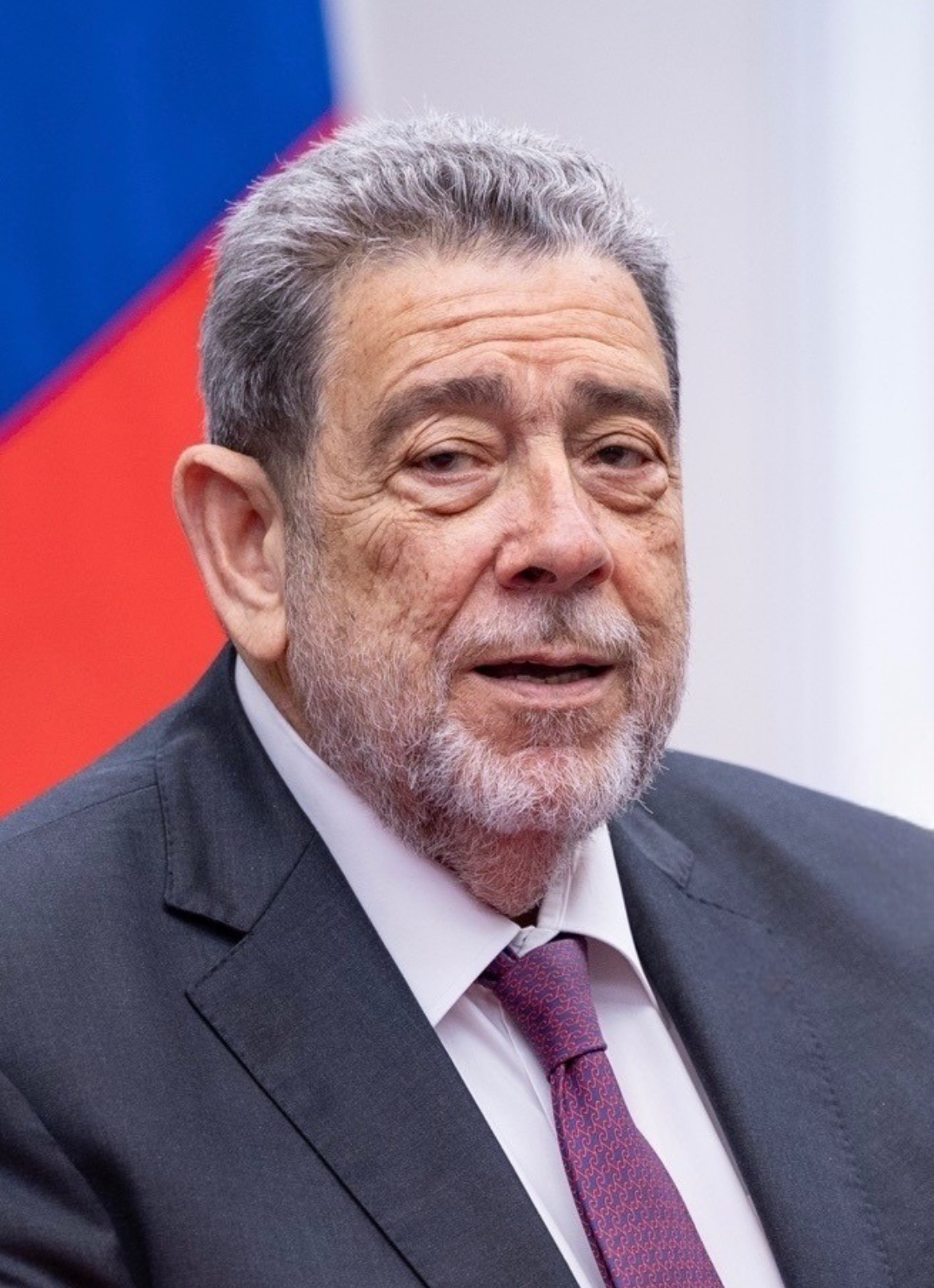
VIN Ralph Gonsalves, primer ministro
SUR Por definir, presidente
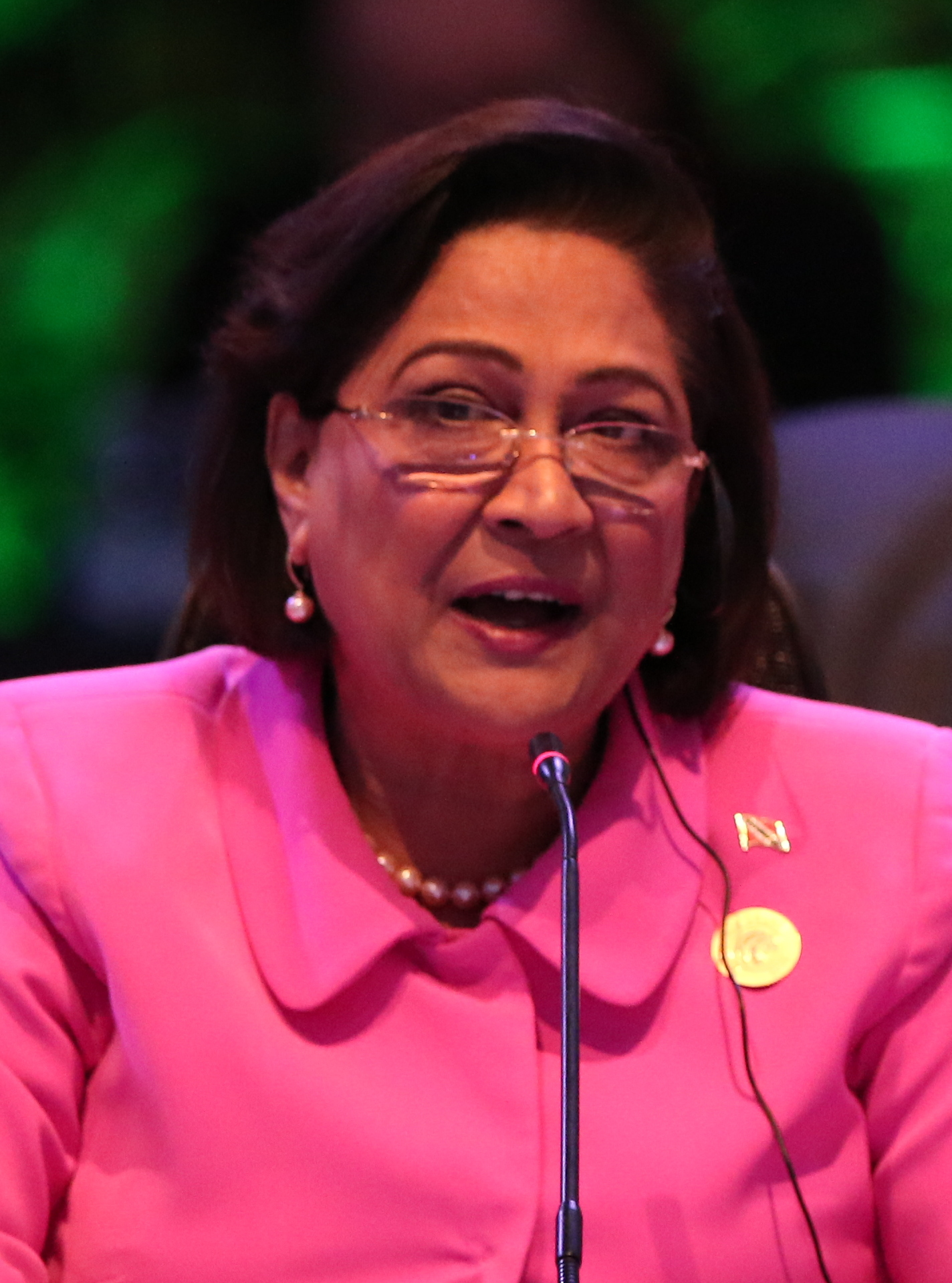
TRI Kamla Persad-Bissessar, primera ministra
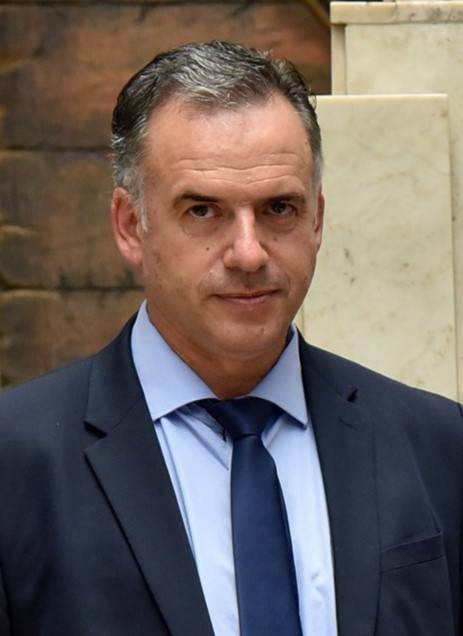
URU Yamandú Orsi, presidente
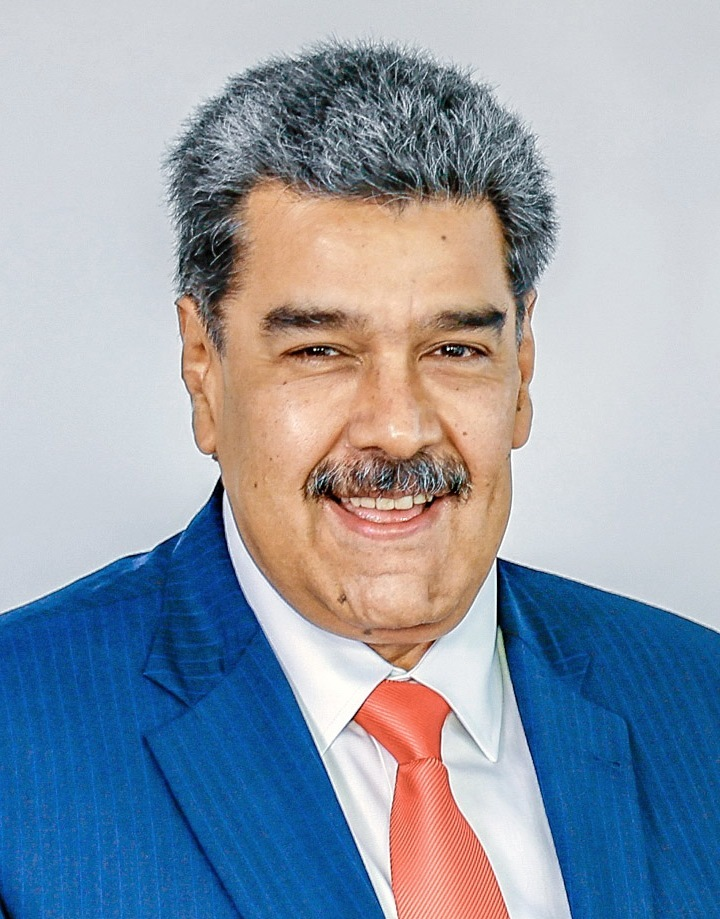
VEN Nicolás Maduro, presidente

- Antigua y Barbuda
Gaston Browne, primer ministro
- Argentina
Javier Milei, presidente
- Bahamas
Philip Davis, primer ministro
- Barbados
Mia Mottley, primera ministra
- Belice
Johnny Briceño, primer ministro
- Bolivia
Luis Arce, presidente
- Brasil
Luiz Inácio Lula da Silva, presidente
- Chile
Gabriel Boric, presidente
- Colombia
Gustavo Petro, presidente
(anfitrión)
- Costa Rica
Rodrigo Chaves, presidente
- Cuba
Miguel Díaz Canel, presidente
- Dominica
Roosevelt Skerrit, primer ministro
- Ecuador
Daniel Noboa, presidente
- El Salvador
Nayib Bukele, presidente
- Guatemala
Bernardo Arévalo, presidente
- Granada
Dickon Mitchell, primer ministro
- Guyana
Por definir, presidente
- Haití
Alix Didier Fils-Aimé, primer ministro
- Honduras
Xiomara Castro, presidenta
- Jamaica
Por definir, primer ministro
- México
 Claudia Sheinbaum, presidenta
- Nicaragua
Daniel Ortega, presidente
- Panamá
José Raúl Mulino, presidente
- Paraguay
Santiago Peña, presidente
- Perú
Dina Boluarte, presidenta
- República Dominicana
Luis Abinader, presidente
- San Cristóbal y Nieves
Terrance Drew, primer ministro
- Santa Lucía
Philip J. Pierre, primer ministro
- San Vicente y las Granadinas
Ralph Gonsalves, primer ministro
- Surinam
Por definir, presidente
- Trinidad y Tobago
Kamla Persad-Bissessar, primera ministra
- Uruguay
Yamandú Orsi, presidente
- Venezuela
Nicolás Maduro, presidente